# Houston
Houston (pronunciado /ˈhjuːstən/, 'hiúston') es la ciudad más poblada del estado de Texas y la cuarta de Estados Unidos. Está ubicada en el sureste de Texas, cerca del golfo de México. Con una población estimada en 2.24 millones de personas en 2014 en un área de 1553 km², también es la ciudad más grande en el sur de Estados Unidos, además de ser la sede del Condado de Harris. Es la principal ciudad en el área de Houston–Sugar Land–Baytown y es la quinta área metropolitana más poblada del país.
Fue fundada el 30 de agosto de 1836 por los hermanos Augustus Chapman Allen y John Kirby Allen en una tierra cercana a las orillas del Buffalo Bayou. La ciudad se incorporó el 5 de junio de 1837 y recibió su nombre del entonces presidente de la República de Texas, el antiguo general Samuel Houston, quien comandó la batalla de San Jacinto. Dicha contienda tuvo lugar a 40 km al este de donde la ciudad fue establecida. El creciente puerto y la industria del ferrocarril, combinada con el descubrimiento de petróleo en 1901, ha provocado continuos incrementos repentinos de población en la ciudad. A mediados del siglo XX, Houston se convirtió en la base del Texas Medical Center, la mayor concentración de instituciones de investigación y de salud del mundo, y del Centro Espacial Lyndon B. Johnson de la NASA, donde se sitúa el centro de control de misión.
Considerada como una ciudad global beta, la economía de Houston posee una amplia base industrial en la energía, manufacturación, aeronáutica, transporte, salud y un importante centro para la creación de equipos petrolíferos; solo Nueva York posee más sedes de empresas Fortune 500 en los límites de su ciudad. El puerto de Houston se sitúa el primero de los Estados Unidos en tonelaje manejado en aguas internacionales y el segundo en tonelaje total de carga manejada. La ciudad tiene una población multicultural con una gran y creciente comunidad internacional. Es sede de numerosas instituciones culturales y atrae a más de siete millones de visitantes anuales al Houston Museum District. La ciudad cuenta con una escena activa en cuanto a las artes visuales y escénicas en el Teatro del Distrito y es una de las pocas ciudades estadounidenses que ofertan compañías residentes en todas las artes escénicas principales.

## Historia

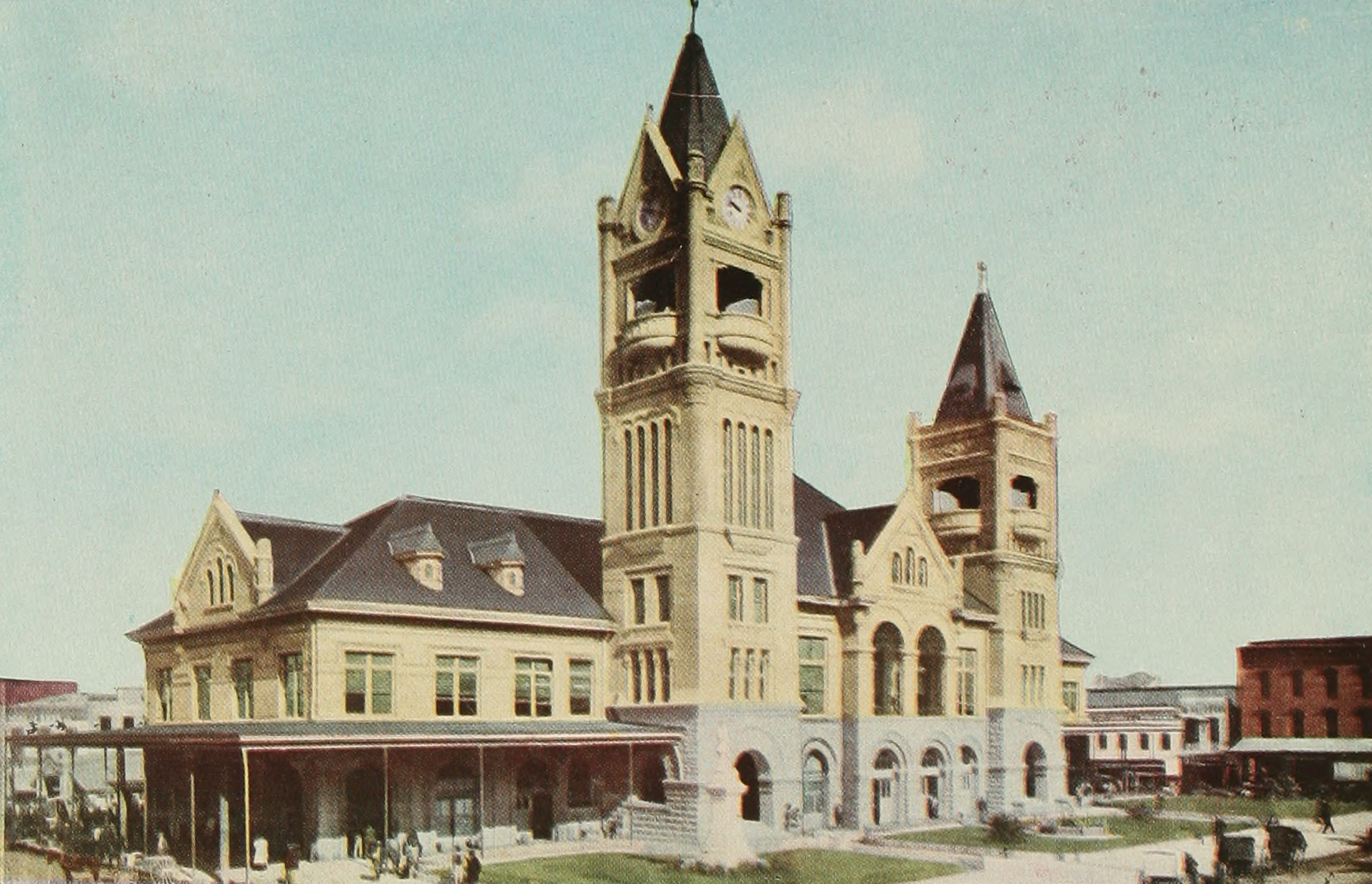
La antigua alcaldía (ayuntamiento) de Houston.

Después de que la capital Harrisburg fuera arrasada por Antonio López de Santa Anna el 16 de abril de 1836, los hermanos John Kirby Allen y Augustus Chapman Allen, dos empresarios de Nueva York, compraron 27 km² (6642 acres) de tierra a lo largo de Buffalo Bayou, a un precio de 344.4 dólares el km² (1.40 dólares el acre), con la intención de fundar una ciudad situada a unos ocho kilómetros al norte de Harrisburg.
La escritura se firmó el 26 de agosto de 1836, y el 30 de agosto de 1836 los hermanos Allen publicaron un anuncio en el Telegraph and Texas Register con la intención de captar habitantes para la nueva ciudad. La respuesta fue tal, que antes de producirse la compra, ya se había creado una ciudad con tiendas de campaña y casas hechas con tablones de madera. Los hermanos decidieron llamar a la ciudad Houston en honor de Samuel Houston, vencedor de la batalla de San Jacinto, y que fue elegido Presidente de Texas en septiembre de 1836.
Se le concedió la incorporación al Estado el 5 de junio de 1837, y su primer alcalde fue James S. Holman. Ese mismo año se convirtió en la sede del condado de Harrisburg (ahora condado de Harris) y, tras la petición de sus fundadores, en la capital de la República de Texas, hasta su traslado a Austin en 1839. En 1840 se fundó una cámara de comercio, en parte para promocionar la navegación y los negocios fluviales en el recién creado puerto en el Buffalo Bayou.

## Geografía
Houston se encuentra ubicada en las coordenadas 29°46′50″N 95°23′11″O / 29.78056, -95.38639. Según la Oficina del Censo de los Estados Unidos, Houston tiene una superficie total de 1625.2 km², de la cual 1552.92 km² corresponden a tierra firme y (4.45 %) 72.28 km² es agua. La mayor parte de Houston está ubicada en la planicie costera del golfo, y su vegetación está clasificada como praderas y bosques templados. Gran parte de la ciudad fue construida sobre tierras forestales, marismas, pantanos o praderas, que son aún visibles en las zonas circundantes. Las llanuras del terreno local, cuando se combinan con la dispersión urbana, han hecho de las inundaciones un problema recurrente para la ciudad. El centro de la ciudad está a unos quince metros sobre el nivel del mar, y el punto más alto al noroeste de Houston se encuentra aproximadamente a treinta y ocho metros de altitud. La ciudad tuvo que recurrir a las aguas subterráneas para cubrir sus necesidades, pero la subsidencia de la tierra obligó a la ciudad a tener que emplear fuentes de agua como las del lago Houston y el lago Conroe.

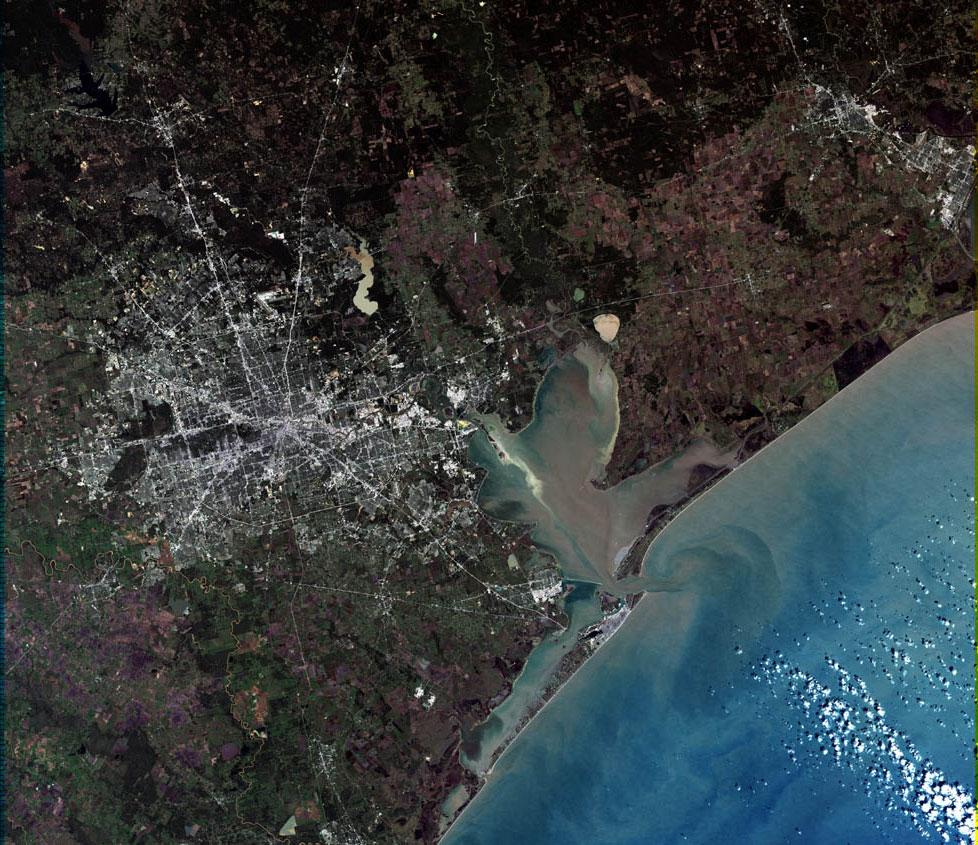
Vista satelital de Houston.

Houston tiene cuatro grandes bayous que pasan por la ciudad. Buffalo Bayou, que pasa por el centro y el canal de navegación de Houston con sus tres afluentes: White Oak Bayou, que corre a través de barrio Houston Heights y va hacia el centro; Braes Bayou, que discurre a lo largo del Texas Medical Center, y Sims Bayou, que pasa por el sur y centro de Houston. El canal navegable continúa pasado la bahía de Galveston y la isla de Galveston en dirección al golfo de México.
La región cerca de la costa se llama Área de la Bahía de Galveston, una región de marismas y playas. Una parte pequeña de la ciudad (Clear Lake) está ubicada en esta región.

## Geología
Houston se asienta sobre estratos de arcilla no consolidada, pizarra arcillosa y arena con baja cementación que se extienden por varios kilómetros de profundidad. La geología de la región desarrolló a partir de los depósitos de sedimentos fluviales formados por la erosión de las Montañas Rocosas. Estos sedimentos consisten en una serie de arenas y arcillas depositadas en conjunto con materia orgánica en descomposición que, con el tiempo, se ha transformado en petróleo y gas natural. Bajo los estratos sedimentarios aparece una capa de halita, sal de roca, depositada por las aguas. La porosidad de las capas se comprime en el tiempo y estas son forzadas hacia arriba. Al subir, la halita generó formaciones de domos de sal, atrapando los sedimentos circundantes y en particular, al petróleo y al gas que se filtraron de las arenas porosas adyacentes. El suelo superficial es espeso, rico, de color oscuro hasta llegar a negro en algunos sectores, apto para el cultivo de arroz que se desarrolla en los suburbios de las afueras de la ciudad, hacia donde continúa expandiéndose.
El área de Houston tiene más de 150 fallas activas (en total se estiman 300 fallas activas), con una longitud total de hasta 500 km, incluyendo el sistema de fallas de Long Point-Eureka Heights, que atraviesa el centro de la ciudad. No se han registrado terremotos históricamente en Houston[cita requerida], pero los investigadores no descartan la posibilidad de que se hubieran producido en un pasado lejano, ni que puedan ocurrir en el futuro. La tierra en algunas comunidades del sureste de Houston está descendiendo porque se ha bombeado agua desde el suelo durante muchos años. Si bien este asentamiento puede estar asociado a deslizamientos a lo largo de las fallas, el movimiento es lento y no se considera un terremoto técnicamente, ya que las fallas estacionarias deberían deslizarse repentinamente lo suficiente como para crear ondas sísmicas. Estas fallas también tienden a moverse de manera muy suave, lo que reduce aún más el riesgo de terremotos en la zona.

## Clima

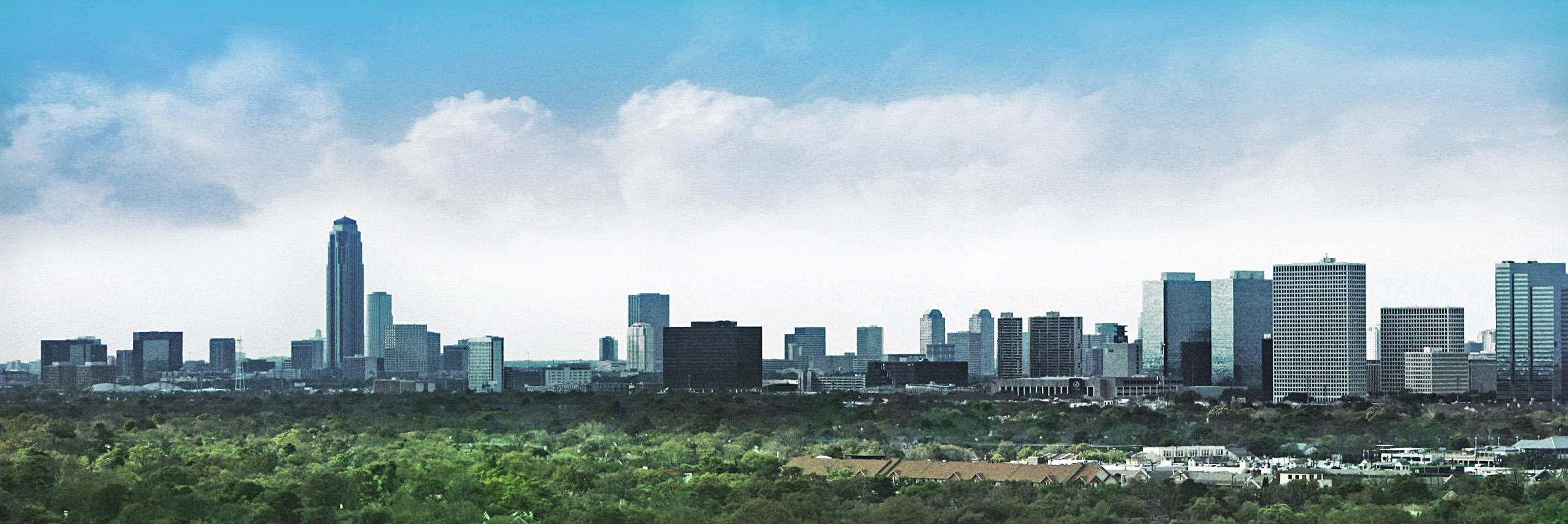
Visita de Houston en un día nublado.

Houston tiene un clima subtropical húmedo, clasificado como Cfa en el sistema de clasificación de Köppen. Las tormentas supercélula primaverales causan, a menudo, tornados en la zona. Los vientos predominantes son del sur y sureste durante la mayor parte del año, lo cual provoca calor en todo el continente procedente de los desiertos de México y la humedad del golfo de México.
Durante los meses de verano, es común que la temperatura ascienda a más de 32 °C, con un promedio de 99 días por año por encima de esa temperatura. Sin embargo, la humedad se traduce en un índice de calor superior a la temperatura real. El promedio veraniego por la mañana es de más del 90 % de humedad relativa y aproximadamente del 60 % por la tarde. La temperatura en Houston durante el verano suele ser similar a la media de las temperaturas tropicales de ciudades como Manila y Panamá. Los vientos son muy agradecidos en verano pero ofrecen poco alivio, excepto cerca de la costa. Para hacer frente al calor, la gente usa el aire acondicionado en casi todos los vehículos y edificios de la ciudad. De hecho, en 1980, Houston fue descrita como la ciudad «más ventilada (por aire acondicionado) de la Tierra». Las tormentas por la tarde son comunes en la ciudad durante el verano. La temperatura más calurosa jamás registrada en Houston fue de 43 °C, el 4 de septiembre de 2000.
Los inviernos en la ciudad texana son suaves o frescos. El promedio de máximas en enero, el mes más frío, es de 16 °C, mientras que el promedio de mínimas baja a los 5 °C. En general la nieve es muy poco habitual. Los últimos registros de nevadas acaecidas en Houston fueron provocados por una tormenta, el 24 de diciembre de 2004 con 2.5 cm de nieve, el 10 de diciembre, 24 de diciembre de 2008 y el 4 de diciembre de 2009, siendo esta la nevada más temprana jamás registrada en la ciudad. La temperatura más fría jamás registrada en Houston fue de -15 °C el 23 de enero de 1940. Houston recibe una gran cantidad de lluvia al año, un promedio de 122 cm (1227 milímetros) anuales. Estas lluvias suelen causar inundaciones en amplias partes de la ciudad. El 13 de septiembre de 2008, el huracán Ike tocó tierra en Galveston convirtiéndose en el tercer huracán más destructivo registrado, por detrás del Katrina y el Andrew y Harvey. El 26 de agosto de 2017, el potente huracán Harvey dejó inundaciones severas que fueron producto de lluvias torrenciales que dejó este mismo, algo que nunca había pasado en 58 años
Houston tiene excesivos niveles de ozono y se encuentra entre las ciudades más contaminadas de los Estados Unidos. El ozono a nivel del suelo, o la niebla tóxica, es uno de los problemas predominantes de contaminación atmosférica en Houston y la Asociación estadounidense del Pulmón ha calificado el área metropolitana como la sexta con peor nivel de ozono en los Estados Unidos en 2006. Las industrias situadas a lo largo del canal navegable son una causa importante de la contaminación del aire de la ciudad.
Hay lluvias fuertes en junio y además es el mes más lluvioso recibiendo 165 mm de lluvia. Marzo y febrero son los meses menos lluviosos.
| Parámetros climáticos promedio de Houston (Aeropuerto Intercontinental George Bush), normales 1991–2020, extremos 1888–presente | Parámetros climáticos promedio de Houston (Aeropuerto Intercontinental George Bush), normales 1991–2020, extremos 1888–presente | Parámetros climáticos promedio de Houston (Aeropuerto Intercontinental George Bush), normales 1991–2020, extremos 1888–presente | Parámetros climáticos promedio de Houston (Aeropuerto Intercontinental George Bush), normales 1991–2020, extremos 1888–presente | Parámetros climáticos promedio de Houston (Aeropuerto Intercontinental George Bush), normales 1991–2020, extremos 1888–presente | Parámetros climáticos promedio de Houston (Aeropuerto Intercontinental George Bush), normales 1991–2020, extremos 1888–presente | Parámetros climáticos promedio de Houston (Aeropuerto Intercontinental George Bush), normales 1991–2020, extremos 1888–presente | Parámetros climáticos promedio de Houston (Aeropuerto Intercontinental George Bush), normales 1991–2020, extremos 1888–presente | Parámetros climáticos promedio de Houston (Aeropuerto Intercontinental George Bush), normales 1991–2020, extremos 1888–presente | Parámetros climáticos promedio de Houston (Aeropuerto Intercontinental George Bush), normales 1991–2020, extremos 1888–presente | Parámetros climáticos promedio de Houston (Aeropuerto Intercontinental George Bush), normales 1991–2020, extremos 1888–presente | Parámetros climáticos promedio de Houston (Aeropuerto Intercontinental George Bush), normales 1991–2020, extremos 1888–presente | Parámetros climáticos promedio de Houston (Aeropuerto Intercontinental George Bush), normales 1991–2020, extremos 1888–presente | Parámetros climáticos promedio de Houston (Aeropuerto Intercontinental George Bush), normales 1991–2020, extremos 1888–presente |
| Mes | Ene. | Feb. | Mar. | Abr. | May. | Jun. | Jul. | Ago. | Sep. | Oct. | Nov. | Dic. | Anual |
| --- | --- | --- | --- | --- | --- | --- | --- | --- | --- | --- | --- | --- | --- |
| Temp. máx. abs. (°C) | 29.4 | 32.8 | 35.6 | 35 | 37.2 | 41.7 | 40.6 | 42.8 | 42.8 | 37.2 | 31.7 | 29.4 | 42.8 |
| Temp. máx. media (°C) | 17.7 | 19.9 | 23.3 | 26.7 | 30.5 | 33.5 | 34.7 | 34.9 | 32.4 | 28.2 | 22.6 | 18.5 | 26.9 |
| Temp. media (°C) | 12.1 | 14.3 | 17.7 | 21.1 | 25.2 | 28.3 | 29.5 | 29.6 | 26.9 | 22.1 | 16.7 | 13 | 21.4 |
| Temp. mín. media (°C) | 6.5 | 8.7 | 12 | 15.4 | 19.9 | 23.2 | 24.3 | 24.1 | 21.4 | 16.1 | 10.8 | 7.6 | 15.8 |
| Temp. mín. abs. (°C) | -15 | -14.4 | -6.1 | -0.6 | 5.6 | 11.1 | 16.7 | 12.2 | 7.2 | -1.7 | -7.2 | -13.9 | -15 |
| Precipitación total (mm) | 95.5 | 75.4 | 88.1 | 100.3 | 127.3 | 152.4 | 95.8 | 122.9 | 119.6 | 138.7 | 98.3 | 102.4 | 1316.7 |
| Nevadas (cm) | 0 | 0 | 0 | 0 | 0 | 0 | 0 | 0 | 0 | 0 | 0 | 0.3 | 0.3 |
| Días de precipitaciones (≥ 0.2 mm)                                                                                              | 10.0 | 8.8 | 8.8 | 7.3 | 8.6 | 10.0 | 9.1 | 8.5 | 8.4 | 7.7 | 7.6 | 9.6 | 104.4 |
| Días de nevadas (≥ 0.2 cm) | 0.0 | 0.0 | 0.0 | 0.0 | 0.0 | 0.0 | 0.0 | 0.0 | 0.0 | 0.0 | 0.0 | 0.1 | 0.1 |
| Horas de sol | 143.4 | 155.0 | 192.5 | 209.8 | 249.2 | 281.3 | 293.9 | 270.5 | 236.5 | 228.8 | 168.3 | 148.7 | 2577.9 |
| Humedad relativa (%) | 74.7 | 73.4 | 72.7 | 73.1 | 75.0 | 74.6 | 74.4 | 75.1 | 76.8 | 75.4 | 76.0 | 75.5 | 74.7 |
| Fuente: NOAA (humedad 1969–1990, horas de sol 1961–1990)                                                                        | | | | | | | | | | | | | |

## Demografía
Según el censo de 2010, había 2 099 451 personas residiendo en Houston. La densidad de población era de 1291.81 hab./km². De los 2 099 451 habitantes, Houston estaba compuesto por el 50.51 % blancos, el 23.74 % eran afroamericanos, el 0.71 % eran amerindios, el 6.02 % eran asiáticos, el 0.05 % eran isleños del Pacífico, el 15.69 % eran de otras razas y el 3.26 % pertenecían a dos o más razas. Del total de la población el 43.81 % eran hispanos o latinos de cualquier raza.

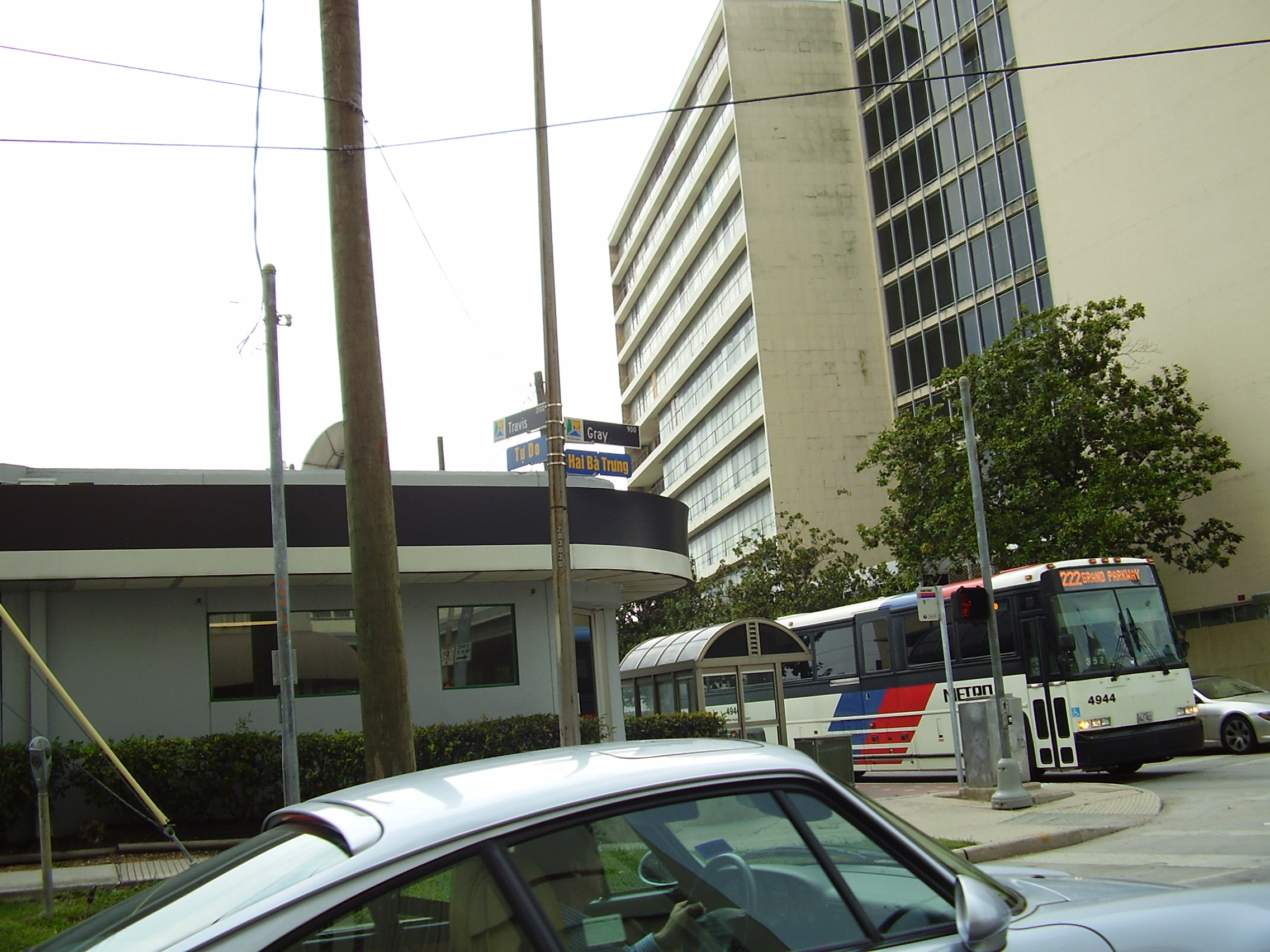
Señalizaciones en vietnamita, en el distrito de Midtown.

A partir del censo de 2000, había 1 953 631 habitantes y la densidad de población era de 1301.8 habitantes/km². La composición racial de la ciudad fue del 49.27 % blancos; 25.31 % negros; 5.31 % asiáticos; los indios americanos eran el 0.44 %; el 0.06 % de isleños del Pacífico; el 16.46 % de alguna otra raza; y el 3.15 % a partir de dos o más razas. Los hispanos o latinos de cualquier raza representaron el 37 % de la población, mientras que los blancos no hispanos formaban el 30.8 %.
Houston tiene una gran población de inmigrantes de Asia, incluyendo la mayor población vietnamita-estadounidense del estado de Texas y la tercera más grande en los Estados Unidos, con 85 000 personas en 2006. Algunas partes de la ciudad con alta población de residentes chinos y vietnamitas poseen signos en la calle en chino y vietnamita, además de las habituales en inglés. Houston tiene dos barrios chinos: el situado en el centro y el más reciente, al norte de Bellaire Bulevar, en el suroeste de la ciudad. La ciudad tiene un Little Saigon en el distrito de Midtown y negocios vietnamitas situados en el suroeste de Chinatown. La comunidad india se dispone en el «Distrito Harwin», a lo largo de Hillcroft.
| Gráfica de evolución demográfica de Houston entre 1800 y actualidad |
|                                                                     |
| Fuente USA Census                                                   |

## Gobierno

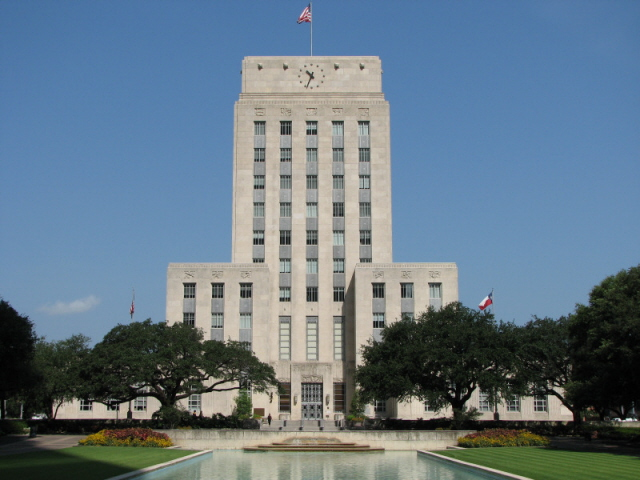
Alcaldía (Ayuntamiento) de Houston.

La ciudad de Houston tiene una fuerte forma de gobierno de alcaldía (ayuntamiento) municipal. Houston es una ciudad basada en la devolución de poderes, donde las elecciones municipales en el estado de Texas son imparciales o no-partidistas. Los funcionarios electos de la ciudad son el alcalde, un controlador financiero de la ciudad y 14 miembros del consejo. Desde 2010, la alcaldesa de Houston es Annise Parker, demócrata. La alcaldesa de la ciudad sirve como el principal administrador, funcionario ejecutivo y representante oficial. Es el responsable de la gestión general de la ciudad y de velar porque todas las leyes se hagan cumplir. Como resultado de un referéndum de 1991 en Houston, el alcalde es elegido para un mandato de dos años, y puede ser reelegido para hasta tres períodos consecutivos.
La formación actual de la alcaldía de nueve distritos y cinco grandes posiciones se basa en un mandato del Departamento de Justicia estadounidense que entró en vigor en 1979. Los miembros del Consejo representan a toda la ciudad. Bajo los actuales estatutos de Houston, si la población sobrepasa los límites de la ciudad en más de 2.1 millones de habitantes, los actuales nueve miembros de los distritos del consejo se ampliarían con dos nuevos distritos.
La ciudad de Houston ha sido objeto de críticas por gestionar el peor programa de reciclaje de las treinta ciudades más grandes de los Estados Unidos. En octubre de 2008, el Comité del Crecimiento Sostenible de la ciudad, presidido por el miembro del Consejo Peter Brown, inició un programa para reciclar residuos orgánicos, unas 82 000 toneladas por año, suficiente para llenar la JP Morgan Chase Tower, la estructura más alta de Houston.

## Delincuencia

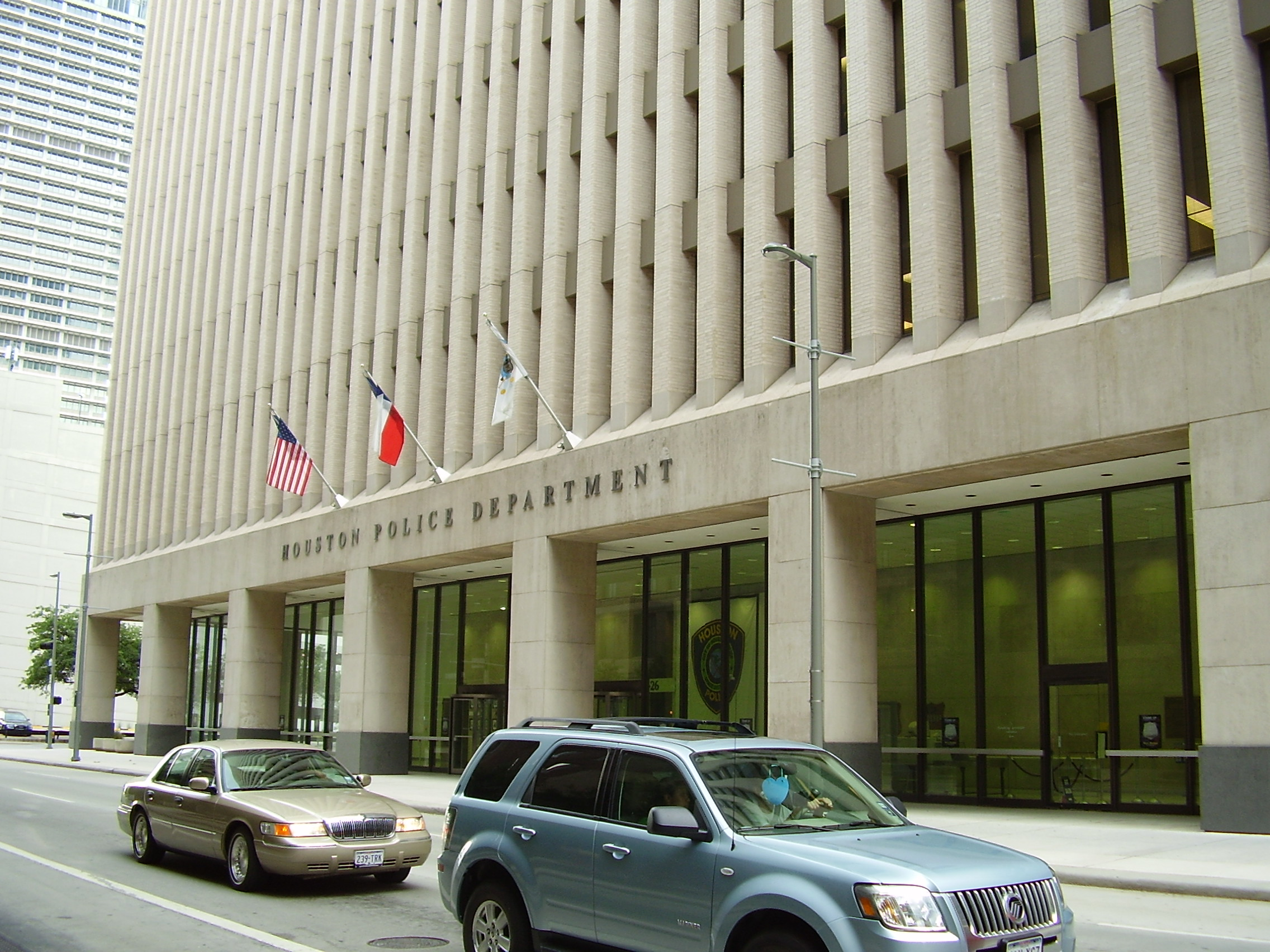
Sede del Departamento de Policía de Houston, en el centro de la ciudad.

El Departamento de Policía de Houston presta sus servicios en la ciudad. La tasa de asesinatos en Houston es la 46ª en las ciudades de los Estados Unidos con una población de más de 250 000 habitantes en 2005 (tasa per cápita de 16.3 asesinatos por cien mil habitantes). La tasa de asesinatos en la ciudad, sin embargo, es la tercera en las ciudades de la nación con un millón de habitantes o más. Incluso se cree que esas estadísticas podrían ser mayores después de que el periodista de investigación Mark Greenblatt encontrara el recuento de homicidios de 2005 del Departamento de Policía de Houston. El recuento oficial de solamente dos asesinatos más habría elevado a la tasa de homicidios de Houston a la segunda posición.
Si bien los delitos no violentos en la ciudad disminuyeron en un 2 % en 2005 comparado con 2004, el número de homicidios aumentó en un 23.5 %. Desde 2005, Houston ha experimentado un alza en la delincuencia, que se debe en parte a la afluencia de personas de Nueva Orleans tras el paso del huracán Katrina. Después del Katrina, la tasa de asesinatos de Houston aumentó un 70 % en noviembre y diciembre de 2005, en comparación con los niveles de 2004. La ciudad registró 336 asesinatos en 2005, frente a los 272 en 2004.
La tasa de homicidios de Houston por cada cien mil habitantes aumentó de 16.33 en 2005 a 17.24 en 2006. El número de asesinatos en la ciudad aumentó a 379 en 2006. En 1996, hubo cerca de trescientas ochenta bandas con ocho mil miembros, de los cuales dos mil quinientos eran menores de edad.

## Cultura

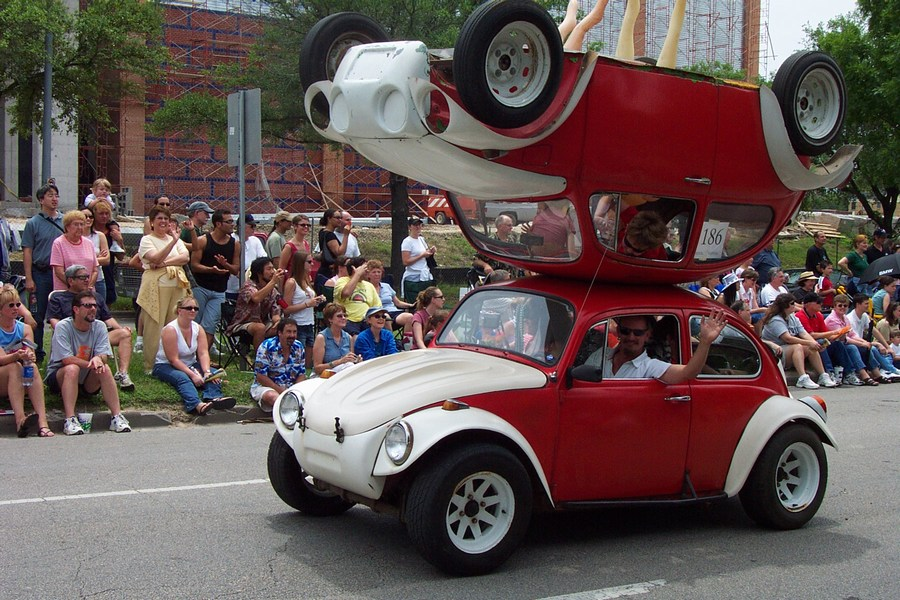
Houston Art Car Parade.

Houston es una ciudad multicultural con una extensa y creciente comunidad internacional. El área metropolitana alberga a una cifra estimada de 1.1 millones (21.4 %) de residentes nacidos fuera de los Estados Unidos, con casi dos tercios de la población extranjera de la zona del sur de la frontera de Estados Unidos y México. Asimismo, más de uno de cada cinco residentes nacidos en el extranjero son asiáticos. Houston acoge la tercera mayor concentración de oficinas consulares del país, representando a 86 países.
Houston recibió el apodo oficial de «Space City» en 1967 debido a que en la ciudad está situado el Centro Espacial Lyndon B. Johnson de la NASA. Otros sobrenombres son «Bayou City», «Magnolia City», «Clutch City» y «H-Town».

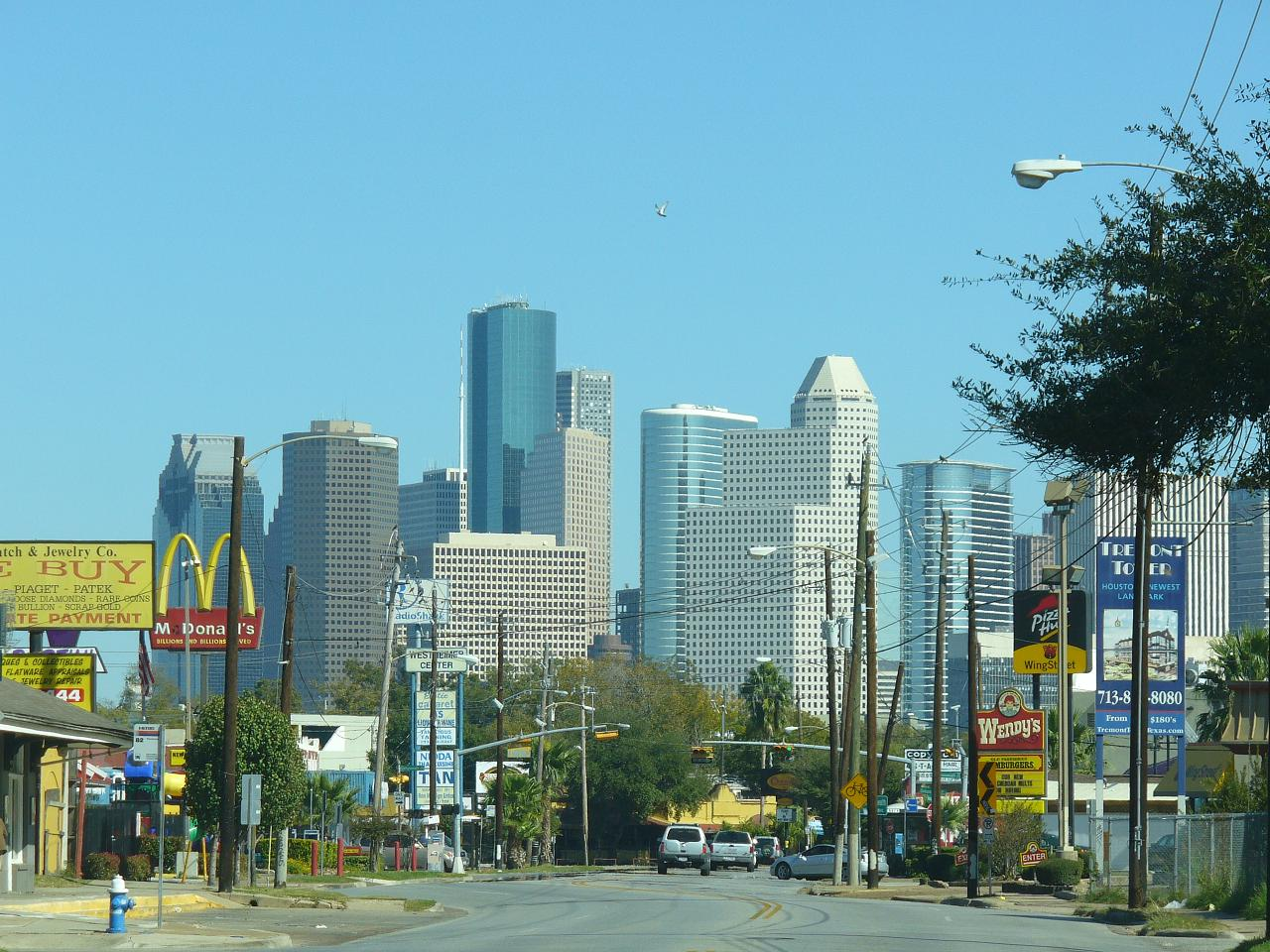
El Distrito financiero (centro) de la ciudad visto desde las calles Westheimer Road y Montrose Bulevar.

Varios eventos anuales celebran las diversas culturas de Houston. El más grande y de más larga duración es el anual Houston Livestock Show and Rodeo, que albergó más de veinte días desde finales de febrero hasta principios de marzo. Otra gran celebración anual es el nocturno Houston Pride Parade, celebrado a finales de junio, el festival griego de Houston, el Houston Art Car Parade, el Houston Auto Show, el Festival Internacional de Houston. y el Bayou City Art Festival, que está considerado como uno de los cinco principales festivales de arte en los Estados Unidos.

### Artes y teatros

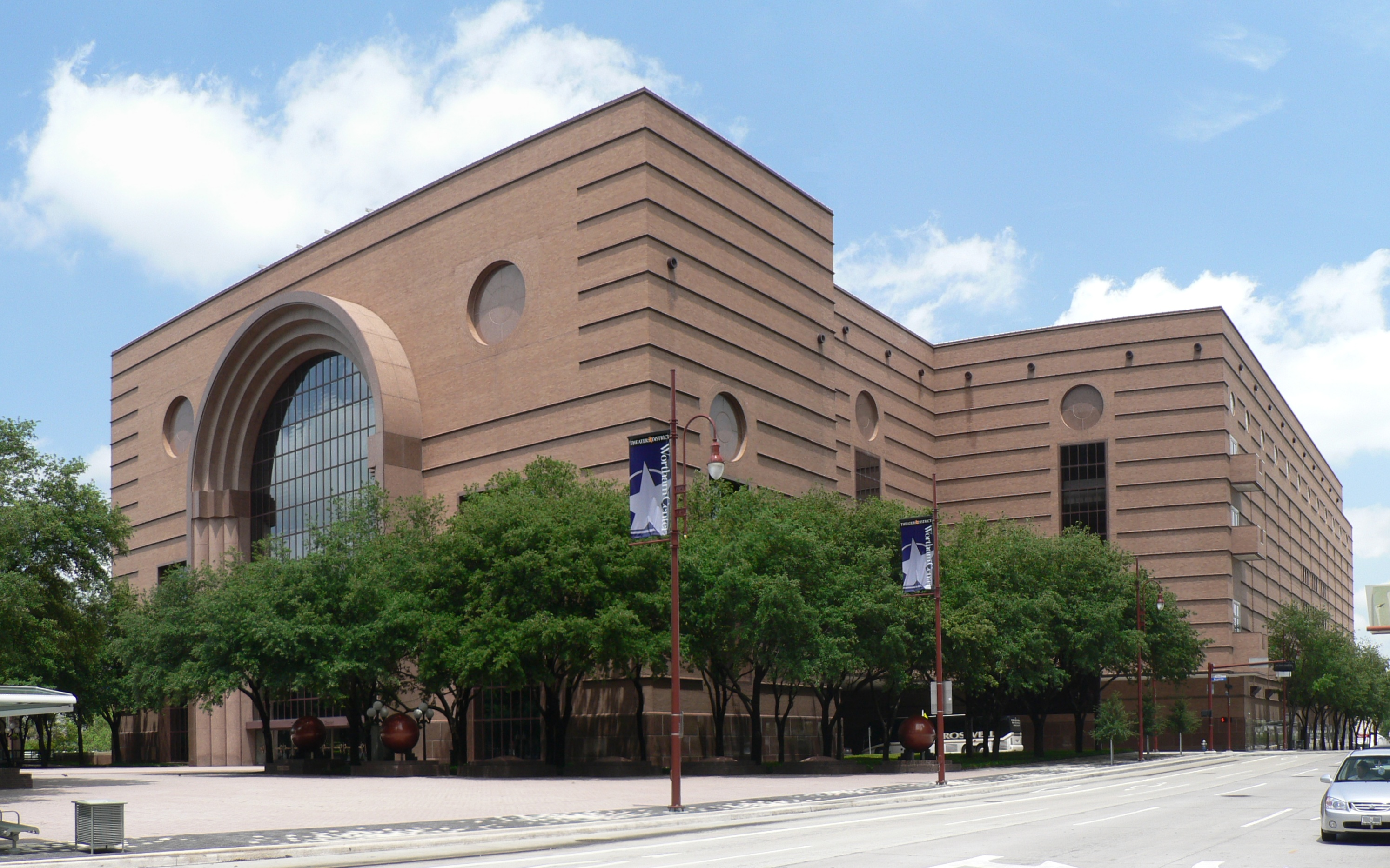
Wortham Center en el Houston Theater District.

Houston tiene una activa escena de artes visuales y escénicas. El Theater District está situado en el centro de la ciudad y es la casa de nueve principales organizaciones de artes escénicas y seis salas de actuación. Houston es una de las pocas ciudades de los Estados Unidos con permanentes, profesionales y residentes compañías en todas las disciplinas de las artes escénicas: ópera (Houston Grand Opera), ballet (Houston Ballet), música (Orquesta Sinfónica de Houston), y teatro (el Teatro Alley). Houston también cuenta con muchos grupos locales de arte folclórico y pequeñas organizaciones de arte progresivo.

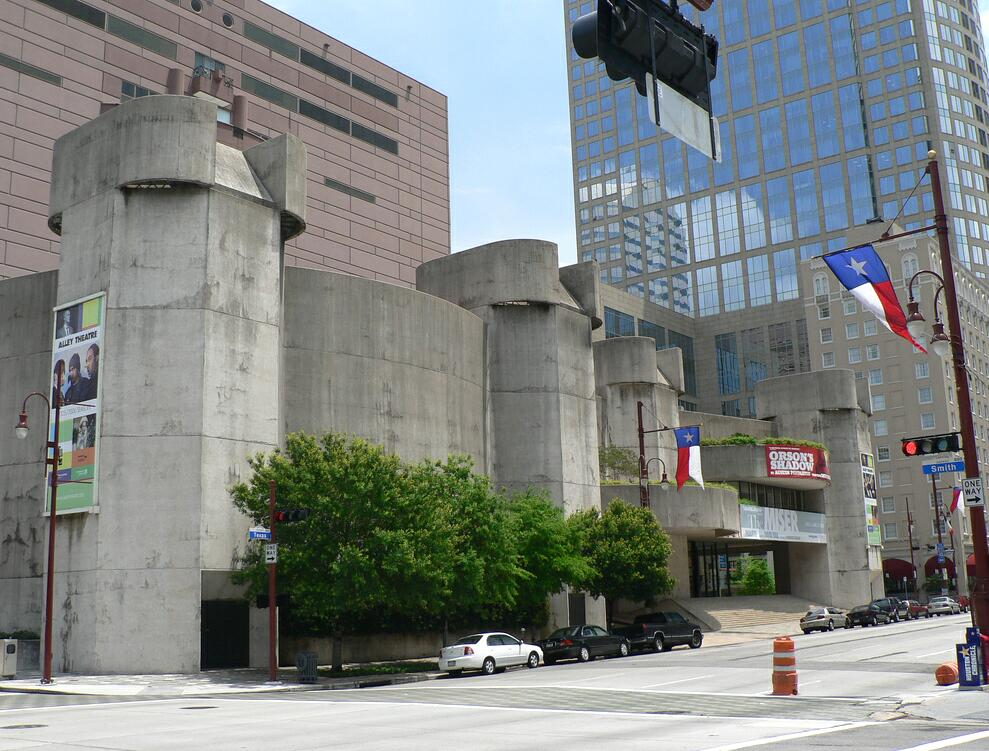
Teatro Alley.

El Museum District tiene muchas instituciones y exposiciones culturales, atrayendo a más de siete millones de visitantes al año. Otras importantes instalaciones ubicadas en el distrito son el Museo de Bellas Artes de Houston, el Museo de Ciencias Naturales de Houston, el Contemporary Arts Museum Houston («Museo de Arte Contemporáneo de Houston»), el Station Museum of Contemporary Art, el Museo del Holocausto de Houston, el Zoológico de Houston, y el Museo de Niños en Houston. Situado cerca del barrio de Montrose están el Menil Collection y la Capilla Rothko.
Jardines y Colección de Bayou Bend, situado en River Oaks, es una instalación de 57 000 m² del Museo de Bellas Artes, que alberga una de las mejores colecciones de América de artes decorativas, pinturas y muebles. Bayou Bend es la antigua casa de la filántropa de Houston Ima Hogg.

### Música
En Houston nunca ha habido una escena musical de renombre. Los artistas se suelen trasladar a otros lugares del país una vez alcanzado un cierto nivel de éxito. La excepción es el hip hop de Houston, que ha dado lugar a una fuerte escena musical, influenciada por las mayores comunidades del southern rap y el gangsta rap. Muchos raperos de Houston han logrado un gran éxito comercial, entre los que se incluyen Chamillionaire, Bun B, Pimp C, Mike Jones, Scarface, Lil' Flip, Slim Thug, Devin the Dude y Z-Ro. La ciudad es también la cuna de la música chopped and screwed, popularizada por DJ Screw y Travis Scott.
```
Screwed Up Click
.
```

Muchos artistas no relacionados con el hip-hop y con origen en Houston son el grupo de pop y R&B Destiny's Child, la banda de rock sureño ZZ Top, la banda de rock psicodélico de los 60 Red Krayola, el cantante y compositor de folk y country Lyle Lovett, la cantante de pop Hilary Duff, la cantante de pop Beyoncé, el cantante y actor Patrick Swayze, y la banda de rock Blue October. Houston también tuvo incipientes escenas de blues y folk en los años 60 y 70 con artistas de blues como Lightnin' Hopkins, Clarence «Gatemouth» Brown, «Texas» Johnny Brown, Johnny «Guitar» Watson, Albert Collins, Johnny Copeland y Joe «Guitar» Hughes, la mayoría de ellos pertenecientes a la discográfica local Peacock Records. En cuanto a los artistas de folk, los más destacados eran Townes Van Zandt, Rodney Crowell, Steve Earle y Guy Clark. En los 80 y los 90 dominaba más el punk y el rock alternativo de Dirty Rotten Imbeciles, Verbal Abuse, Really Red, Culturcide, Pain Teens y Jandek. En el nuevo milenio han destacado artistas contemporáneos como Jana Hunter e Indian Jewelry.
Este próximo 10 de junio se llevará a cabo el evento «Rock N Rola Fest» que contará con artistas de talla internacional tales como Los Amigos Invisibles (Venezuela), Elefante (México), Aterciopelados (Colombia), Genitallica (México), y artistas locales (La real academia, The glass, La skandalosa). El evento se llevará a cabo en el White Oak Music Hall-2919 N. Main St. Houston, TX 77009.

### Turismo y ocio
El Theater District es una zona de 17 manzanas en el centro de la ciudad donde se ubica el complejo de entretenimiento Bayou Place, además de restaurantes, cines, plazas y parques. Bayou Place es un edificio de varias plantas que contiene restaurantes, bares, música en vivo, billares y cine de arte. En el Houston Verizon Wireless Theater se puede disfrutar de conciertos en vivo, obras de teatro y comedias en vivo. El Angelika Film Center presenta cine independiente, internacional y de arte.

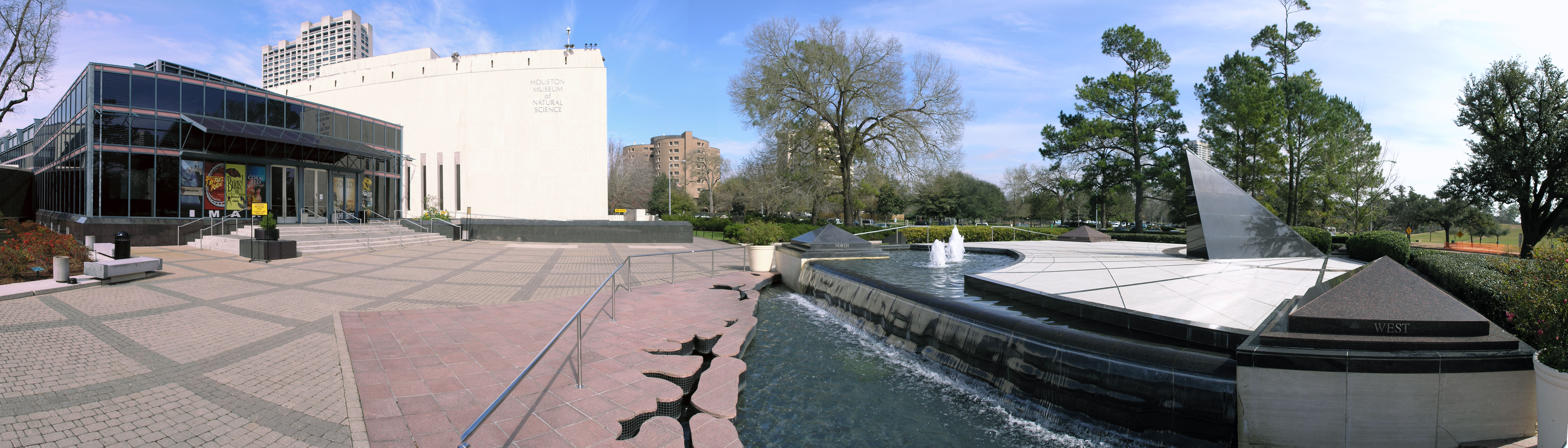
Museo de Ciencias Naturales de Houston.

Houston cuenta con 337 parques, incluidos el Hermann Park, que alberga el Zoológico de Houston y el Museo de Ciencias Naturales de Houston, el Terry Hershey Park, el Lake Houston Park, el Memorial Park, el Tranquility Park, el Sesquicentennial Park, el Discovery Green y el Sam Houston Park (que contiene casas restauradas y reconstruidas que fueron construidas entre 1823 y 1905). De las 10 ciudades más pobladas de los Estados Unidos, Houston tiene el mayor espacio de zonas verdes y parques, 228 km² (56 405 acres). La ciudad también posee 200 espacios verdes adicionales, con un total de más de 79 km² (19 600 acres) que son gestionadas por la ciudad de Houston, incluyendo el Centro de la Naturaleza y Arboretum de Houston. La fuente escultural Williams Waterwall es una popular atracción turística y se sitúa en Uptown Houston. El Houston Civic Center fue reemplazado por el Centro de Convenciones George R. Brown, uno de los más grandes del país, y por el Jesse H. Jones Hall for the Performing Arts, sede de la Orquesta Sinfónica de Houston y de la Sociedad para las Artes Escénicas. El Sam Houston Coliseum y el Music Hall también han sido sustituidos por el Hobby Center for the Performing Arts.
El Centro Espacial de Houston es el centro de informaciones oficial del Centro Espacial Lyndon B. Johnson de la NASA. En él se pueden visualizar exposiciones interactivas incluyendo rocas lunares, simulador de transbordador espacial y presentaciones sobre la historia de los programas de vuelos espaciales tripulados de la NASA.
Entre otras atracciones turísticas se encuentran el Houston Galleria (el centro comercial más grande de Texas, localizado en Uptown District), el Old Market Square, el Downtown Aquarium y el Sam Houston Race Park.

### Deportes

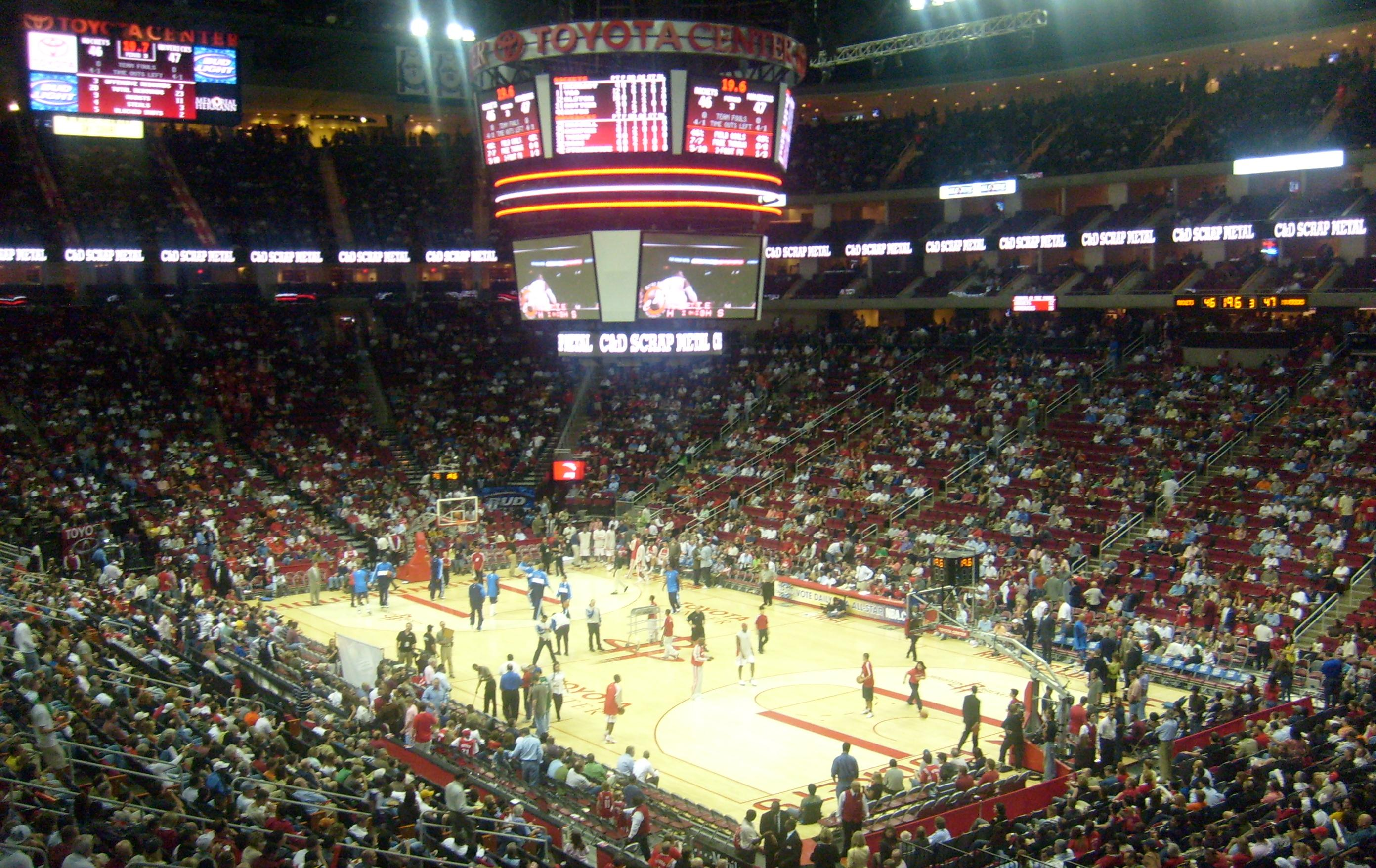
Interior del Toyota Center en un partido de los Rockets.

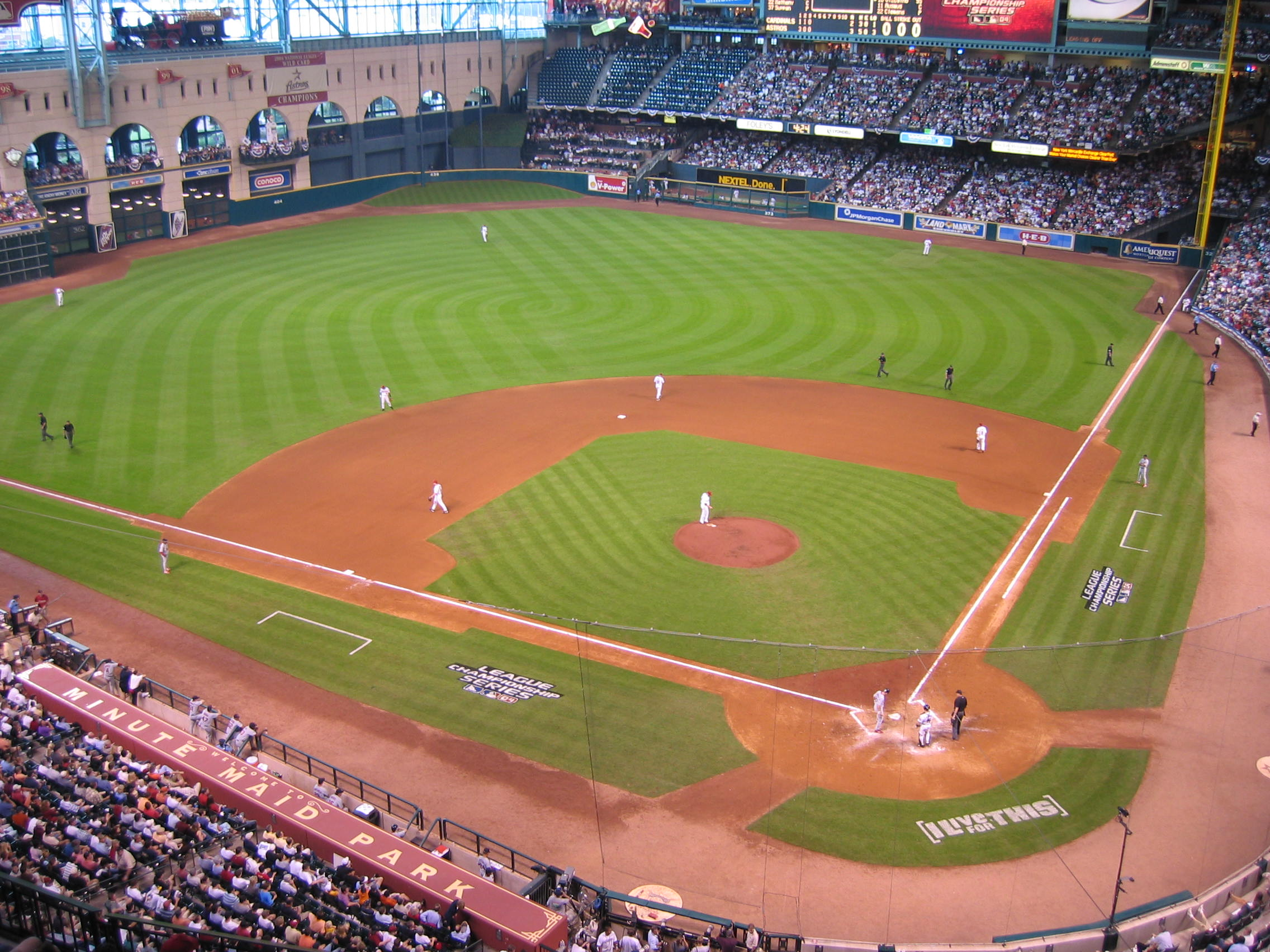
Minute Maid Park, estadio de los Astros.

Houston tiene equipos de prácticamente todos los principales deportes profesionales: Houston Astros (MLB), Houston Texans (NFL), Houston Rockets (NBA), Houston Dynamo (MLS), Houston Dash (NWSL), Houston SaberCats (MLR), Houston Aeros (AHL), Houston Wranglers (WTT), Houston Takers (ABA), Houston Energy (IWFL), Houston Leones (PDL) y H-Town Texas Cyclones (NWFA).
El Minute Maid Park, hogar de los Astros, y el Toyota Center, hogar de los Rockets y Aeros, están situados en el centro de la ciudad. La ciudad cuenta con el Reliant Astrodome, el primer estadio abovedado en el mundo, y con el primer estadio de la NFL con techo retráctil, el Reliant Stadium. Entre otras instalaciones deportivas se encuentran el Hofheinz Pavilion, el Reliant Arena (antigua casa de los Comets), el Robertson Stadium (usado por la Universidad de Houston y por Houston Dynamo), y el Rice Stadium (estadio del equipo de fútbol americano de la Universidad Rice). El poco usado Reliant Astrodome acogió el WrestleMania X-Seven de la World Wrestling Entertainment el 1 de abril de 2001, con una asistencia récord de 67 925 espectadores. La ciudad también albergó el WrestleMania XXV en el Reliant Stadium el 5 de abril de 2009.
Houston ha sido sede de recientes eventos deportivos de suma importancia como son el Juego de Estrellas de las Grandes Ligas de Béisbol de 2004, el All-Star Game de la IHL de 2000, la Serie Mundial de béisbol de 2005, la final del campeonato de fútbol americano de la Big 12 Conference de 2005, el All-Star Game de la NBA de 2006, el U.S. Men's Clay Court Championships desde 2001, la Copa Masters de tenis en 2003 y 2004, y el Abierto de Houston de golf del PGA Tour. A partir de 2009, Houston albergará el Stanford Financial Tour Championship, torneo que cierra la temporada de la LPGA de golf. Cada febrero se disputa en la ciudad el Minute Maid Classic de béisbol universitario y en diciembre la Texas Bowl de fútbol americano universitario. Houston ha sido sede de la Super Bowl en tres ocasiones; en 1974 se celebró en el Rice Stadium, en 2004 y 2017 en el NRG Stadium (antes llamado Reliant Stadium).
Entre los años 1998 y 2001 se disputó el Gran Premio de Houston, y tras un periodo de cinco años, la Championship Auto Racing Teams restableció la carrera en 2006 y 2007 en las calles que rodean el complejo Reliant Park. Sin embargo, Champ Car se fusionó con la rival IndyCar Series en 2008, y abandonó la carrera de Houston hasta retornar en 2013.

### Medios de comunicación
El único periódico de amplia distribución de Houston es el Houston Chronicle, el noveno periódico de mayor circulación en los Estados Unidos. Hearst Corporation, empresa propietaria y operadora de Houston Chronicle, compró los activos del Houston Post, su rival durante mucho tiempo y principal competencia, cuando este cerró en 1995. El otro periódico de importancia en la ciudad es el Houston Press, un diario alternativo gratuito con una circulación de más de 300 000 lectores. El Houston Chronicle tiene un periódico semanal en español, La Voz de Houston.
Houston es también el hogar de varias emisoras de radio y televisión. Marvin Zindler, de KTRK, fue el reportero de televisión más popular en Houston y en Texas. El cierre del burdel Chicken Ranch está basado en el musical de Broadway La casa más divertida de Texas.
Entre otras principales personalidades de los medios de comunicación en Houston está Ray Miller, presentador de The Eyes of Texas, una serie antológica que emitió durante casi tres décadas la KPRC-TV, afiliada de la NBC. A finales de los 60, Miller contrató a Kay Bailey Hutchison y le convirtió en la primera periodista femenina en aparecer en televisión en Texas. Posteriormente trabajó en la Cámara de Representantes de Texas y en el Senado de los Estados Unidos.

### Arquitectura

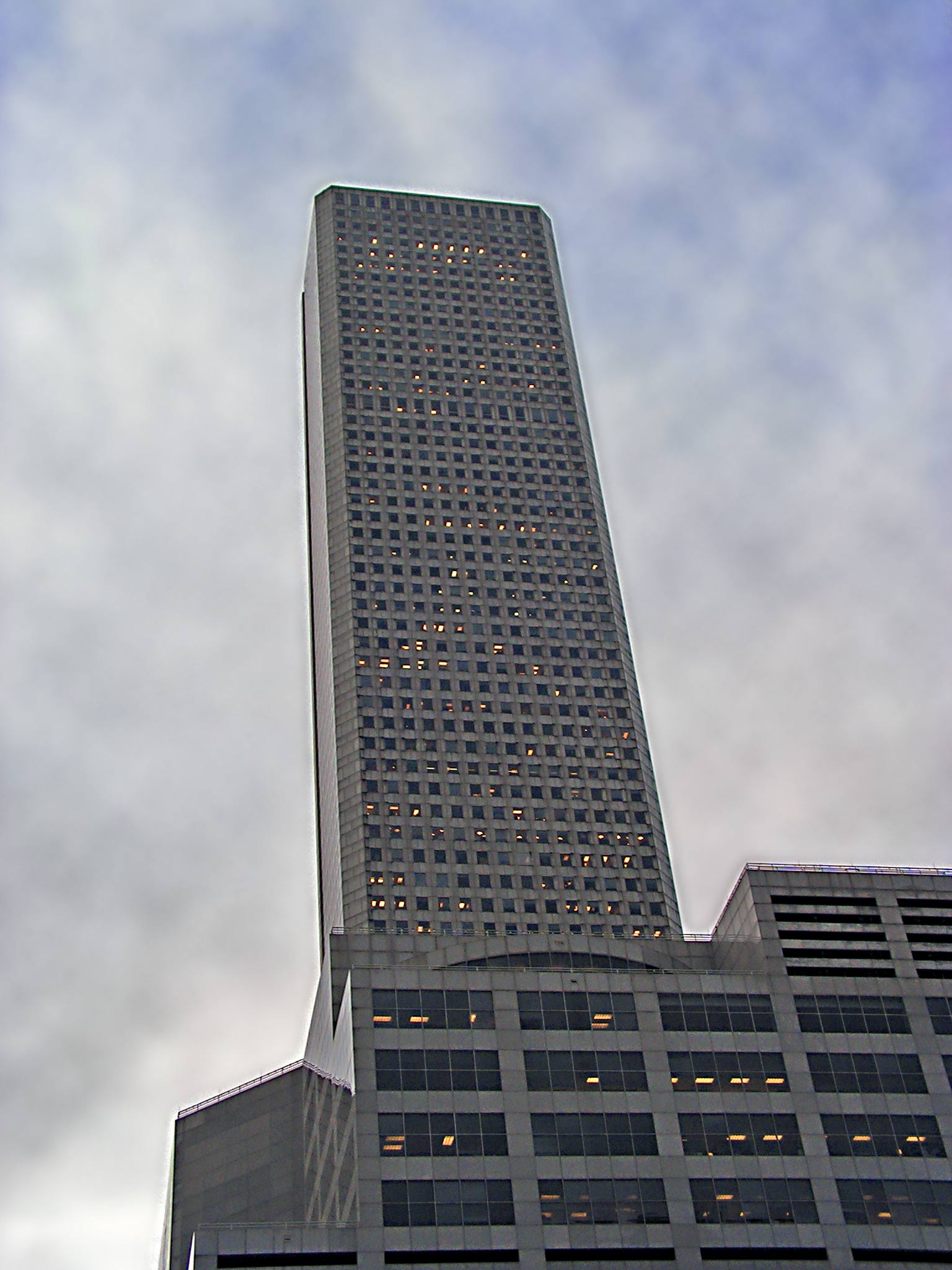
El JPMorgan Chase Tower es el edificio más alto de Texas.

El skyline de Houston ha sido clasificado como el cuarto más impresionante de los Estados Unidos, además de ser el tercero más alto de la nación y uno de los diez primeros del mundo. Houston tiene un sistema de túneles y pasos elevados que unen los edificios del centro de la ciudad que contienen tiendas, restaurantes y tiendas de conveniencia. Este sistema evita a los peatones el intenso calor del verano y las fuertes lluvias mientras caminan de un edificio a otro.
En la década de los 60, el centro de Houston consistía de edificios de oficinas de mediana altura, pero desde entonces ha crecido hasta convertirse en uno de los mayores panoramas urbanos en los Estados Unidos. El centro de la ciudad estaba en el umbral de un auge en 1970 con grandes proyectos lanzados por promotores inmobiliarios con el auge de la industria energética. Una sucesión de rascacielos se construyeron en toda la década de los 70, culminando con el rascacielos más alto de Houston, la JPMorgan Chase Tower (antiguamente conocido como Texas Commerce Tower) de 305 metros de altura, finalizado en 1982. Es la estructura más alta en Texas, la décima más alta en los Estados Unidos y el 30.º del mundo basada en la altura hasta el techo. En 1983, el Wells Fargo Bank Plaza (de 302 metros de altura, anteriormente llamado Allied ank Plaza) fue terminado, convirtiéndose en el segundo edificio más alto en Houston y Texas. Basada en la altura hasta el techo, es el 13.º edificio más alto en los Estados Unidos y el 36º en el mundo. A fecha de 2007, en el centro de Houston más de 4 000 000 m² estaban destinados a espacios de oficinas.
Centrado en el Post Oak Bulevar y Westheimer Road, el Uptown District estuvo en auge durante los 70 y principios de los 80 cuando una colección de edificios de oficinas de mediana altura y hoteles, entre otros, aparecieron a lo largo del oeste de la Interestatal 610. El mayor logro de Uptown fue la construcción de la Williams Tower, conocida como Transco Tower hasta 1999, de 275 metros y diseñada por Philip Johnson y John Burgee. El Uptown District es también el hogar de otros edificios diseñados por prestigiosos arquitectos como Ieoh Ming Pei, César Pelli, y Philip Johnson. A finales de los 90 y principios de 2000, hubo un mini-boom de construcción de torres residenciales de gran y mediana altura, con varias de más de 30 plantas de altura. En 2002, Uptown tenía más de 2 100 000 m² de espacio de oficina con 1 500 000 m² de espacio de oficinas Clase A.

## Sanidad

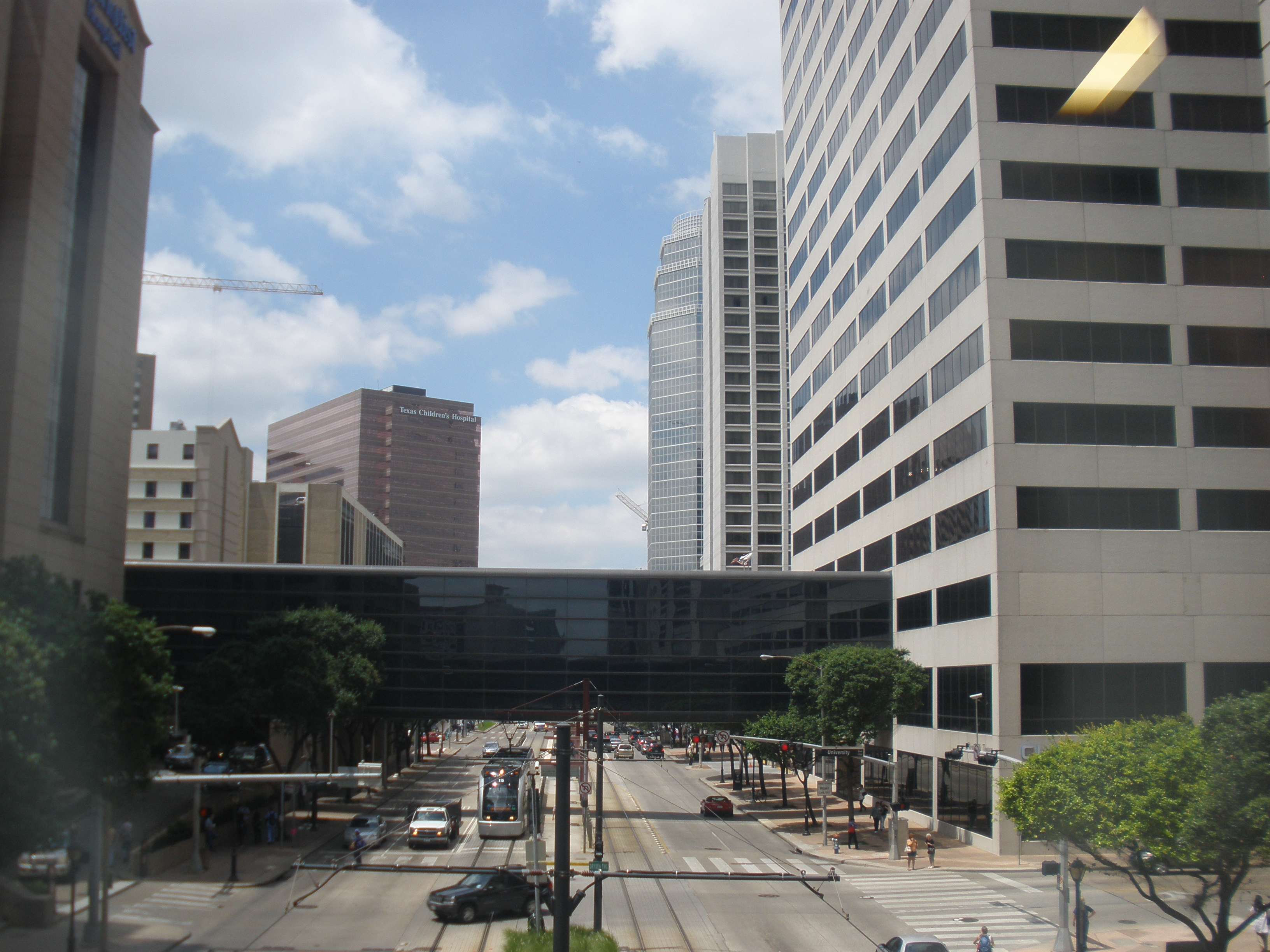
Interior del complejo Texas Medical Center.

Houston es la sede del internacionalmente conocido Texas Medical Center, que contiene la mayor concentración del mundo de instituciones sanitarias y de investigación. Las 47 instituciones miembros del Texas Medical Center son organizaciones sin ánimo de lucro. Proporcionan atenciones preventivas y pacientes, investigación, educación y bienestar de la comunidad local, nacional e internacional. Trabajan más de 73 600 empleados. Las instituciones en el centro médico incluyen 13 hospitales y dos centros especializados, dos escuelas de medicina, cuatro escuelas de enfermería, y escuelas de odontología, salud pública, farmacia, y virtualmente todas las carreras relacionadas con la salud. Allí es donde fue creado uno de los primeros, y todavía el más grande, servicios de emergencia aérea, Life Flight, y donde fue desarrollado un exitoso programa interinstitucional. La mayoría de las cirugías cardíacas se realizan en el Texas Medical Center, más que en cualquier otro lugar en el mundo.
Algunas de las instituciones sanitarias académicas y de investigación en el centro son el Colegio Baylor de Medicina, el Centro de Ciencias de la Salud de la Universidad de Texas en Houston, el Hospital Metodista, el Hospital Infantil de Texas y el M. D. Anderson Cancer Center de la Universidad de Texas. Este último ha sido clasificado como uno de los dos principales hospitales estadounidenses especializados en el tratamiento del cáncer por U.S. News & World Report desde 1990.
Houston es la sede de la Clínica Menninger, un renombrado centro de tratamiento psiquiátrico afiliado al Colegio Baylor de Medicina y al Sistema del Hospital Metodista.

## Educación

### Universidades

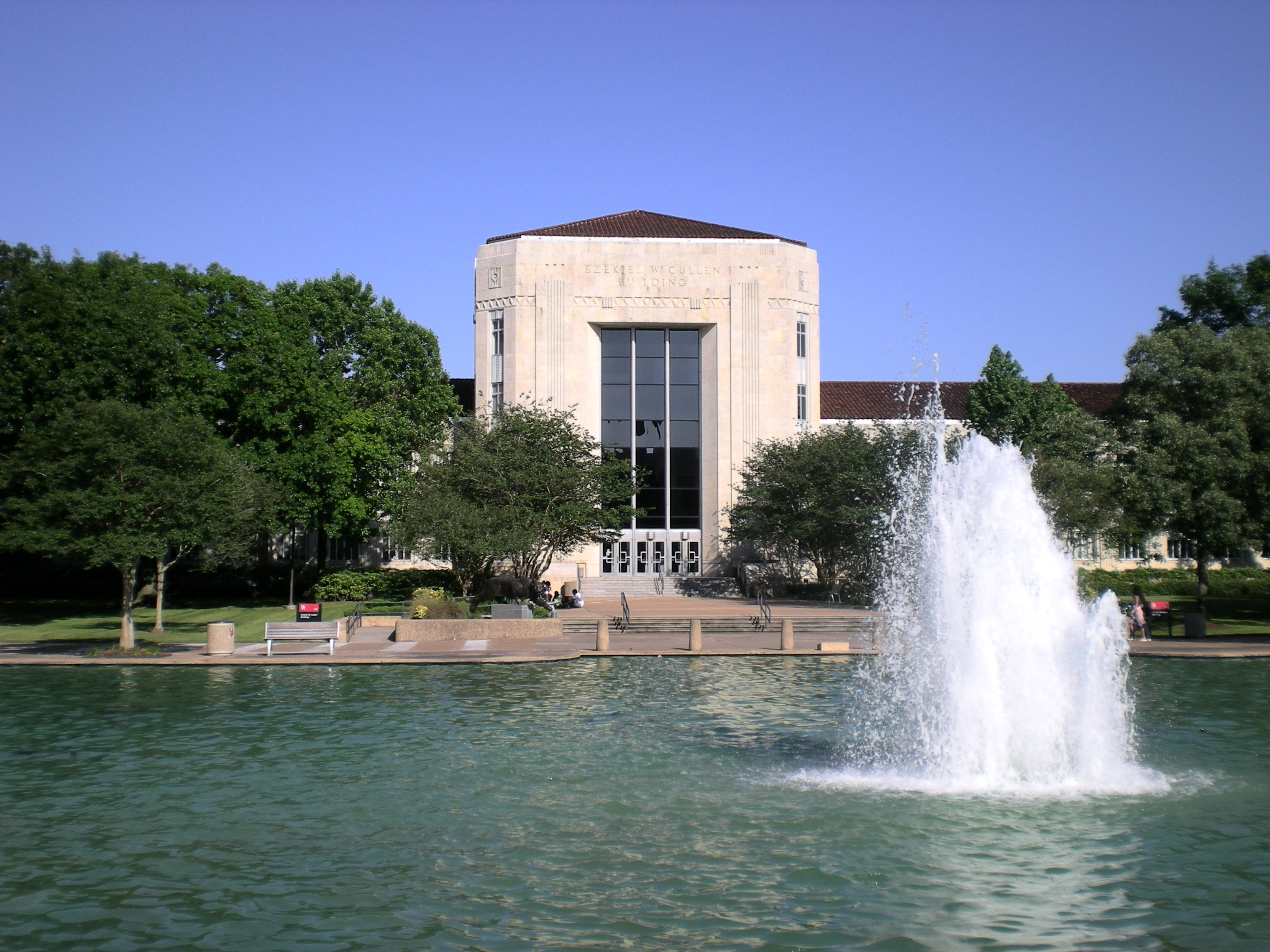
Universidad de Houston.

Houston cuenta con más de sesenta institutos, universidades y otras instituciones educativas con un total de aproximadamente 360 000 estudiantes. Existen cuatro universidades públicas involucradas en la investigación y el desarrollo en Houston. La Universidad de Houston (UH) es la tercera universidad pública de investigación en Texas con más de 36 000 estudiantes de 130 países. Con más de trescientos programas de licenciatura y cuarenta centros e institutos de investigación, UH es la institución insignia del Sistema de la Universidad de Houston (UHS) y cuenta con estudiantes de las más variadas nacionalidades. Su escuela de derecho, el Centro de Derecho de la Universidad de Houston, es la número 55 (nivel 1) en el ranking de las «100 Mejores Escuelas de Derecho» en 2008 por U.S. News & World Report. UH tiene la única escuela de optometría y uno de los seis programas de farmacia en Texas. La Universidad de Houston-Clear Lake (UHCL) es una universidad de nivel superior con 89 programas de licenciaturas y con un cuerpo estudiantil 7700 alumnos situada adyacente al Centro Espacial Johnson de la NASA. La Universidad de Houston-Downtown (UHD) es una universidad de cuatro años con 12 300 alumnos y 46 programas de licenciatura. La Universidad del Sur de Texas (TSU) es una universidad históricamente negra de cuatro años con un programa de farmacia y con la Escuela de Derecho Thurgood Marshall.
La Universidad Rice es una de las principales universidades de investigación y enseñanza de los Estados Unidos, y fue nombrada por U.S. News & World Report como la decimoséptima mejor universidad del país. Las dos universidades privadas de artes liberales de la ciudad son la Universidad Bautista de Houston (HBU) y la Universidad de St. Thomas (UST). Fundada en 1923, la Escuela de Derecho del Sur de Texas es una escuela de derecho privada y la más antigua de Houston, situada en el centro de la ciudad. El Houston Community College es el cuarto sistema de colegios comunitarios más grande el país. Otras universidades en Houston son el Lone Star College System y el San Jacinto College.

### Primaria y secundaria

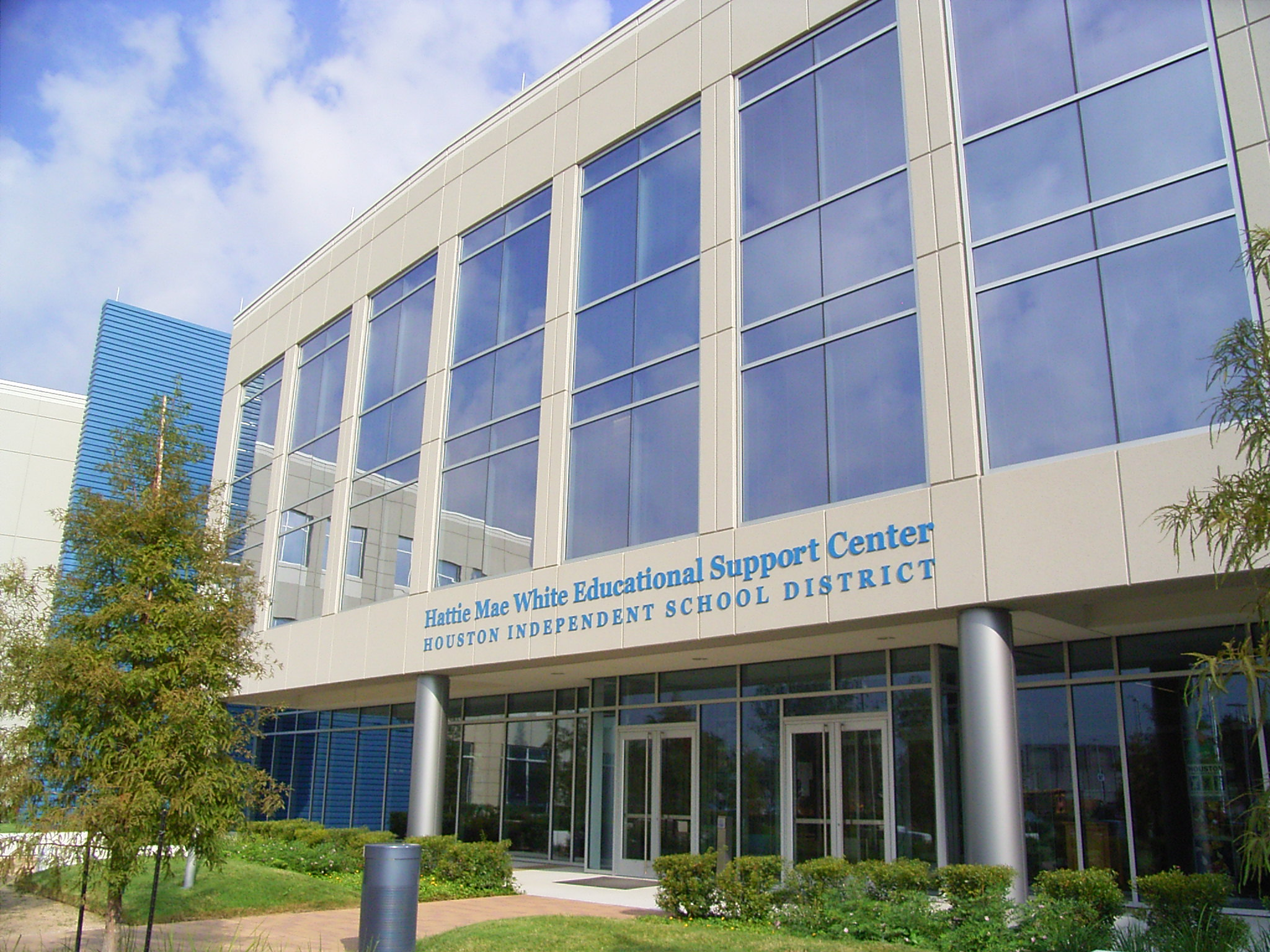
La sede del Distrito Escolar Independiente de Houston.

Una encuesta de la revista Money en 2007 indicó que el 91.1 % de los alumnos que asisten a escuelas dentro del límite de la ciudad va a escuelas públicas y el 8.9 % a escuelas privadas.
Todos los sistemas de escuelas públicas en Texas son administrados por la Agencia de Educación de Texas (TEA). El mayor distrito escolar del estado es el Distrito Escolar Independiente de Houston, que atiende a una gran mayoría de la zona dentro de los límites de la ciudad. Una parte del oeste de Houston pertenece al Distrito Escolar Independiente de Spring Branch y al de Alief, mientras que el Distrito Escolar Independiente de Aldine toma una parte del norte de Houston. Partes de los distritos escolares independientes de Pasadena, Clear Creek, Crosby, Cypress-Fairbanks, Fort Bend, Galena Park, Huffman, Humble, Katy, Klein, New Caney, Sheldon y Spring también se ocupan de los estudiantes de los límites de la ciudad de Houston.
En el 1 de junio de 2013 el Distrito Escolar Independiente de North Forest ha cerrado.
También hay muchas escuelas públicas experimentales que funcionan por separado de los distritos escolares, pero son administrados por la Agencia de Educación de Texas. Además, distritos escolares públicos como Houston ISD y Spring Branch ISD también tienen sus propias escuelas experimentales.

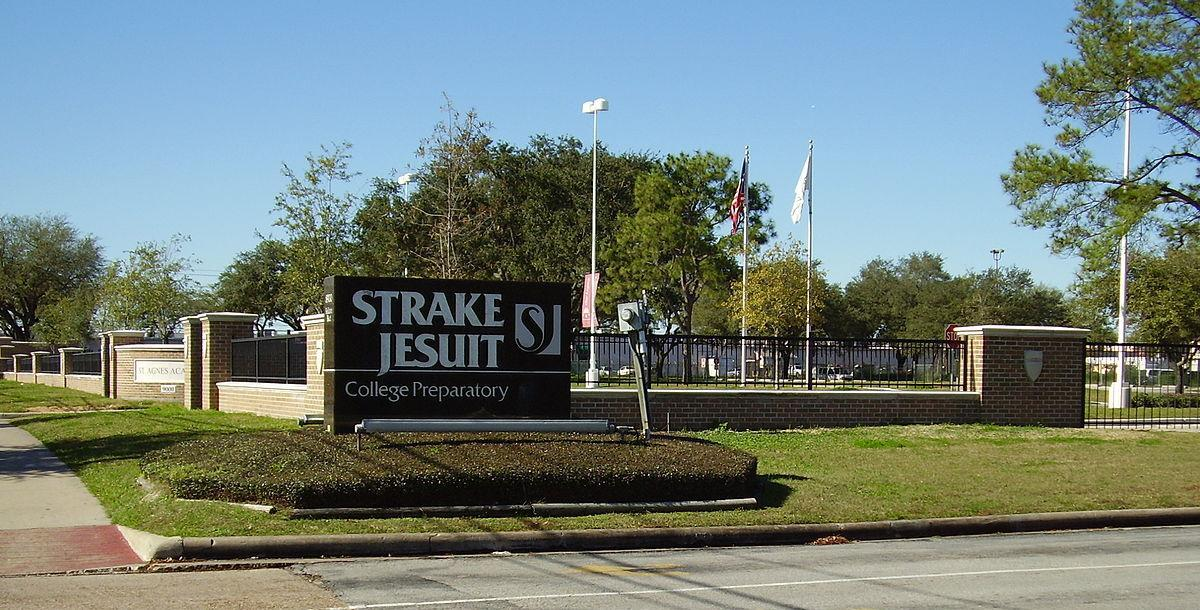
Entrada de la Strake Jesuit College Preparatory.

Además, Houston cuenta con numerosas escuelas privadas de todo tipo, incluidas las no-sectarias, las judías, las católicas, las ortodoxas griegas, las protestantes y las musulmanas. La Agencia de Educación de Texas no tiene ninguna autoridad sobre las operaciones de las escuelas privadas; éstas pueden o no estar acreditadas, y las pruebas de rendimiento no son necesarias para la graduación de los estudiantes de último curso (seniors). Muchas escuelas privadas obtendrán la acreditación y realizarán pruebas de rendimiento para demostrar que la escuela está realmente interesada en el rendimiento educacional. La zona de Houston cuenta con más de 300 escuelas privadas y algunas de ellas son muy conocidas. Muchas de las escuelas están acreditadas por una agencia de acreditación reconocida por la Comisión de Acreditación de las Escuelas Privadas de Texas (TEPSAC), y las escuelas católicas de Houston son dirigidas por la Arquidiócesis de Galveston-Houston.

### Bibliotecas

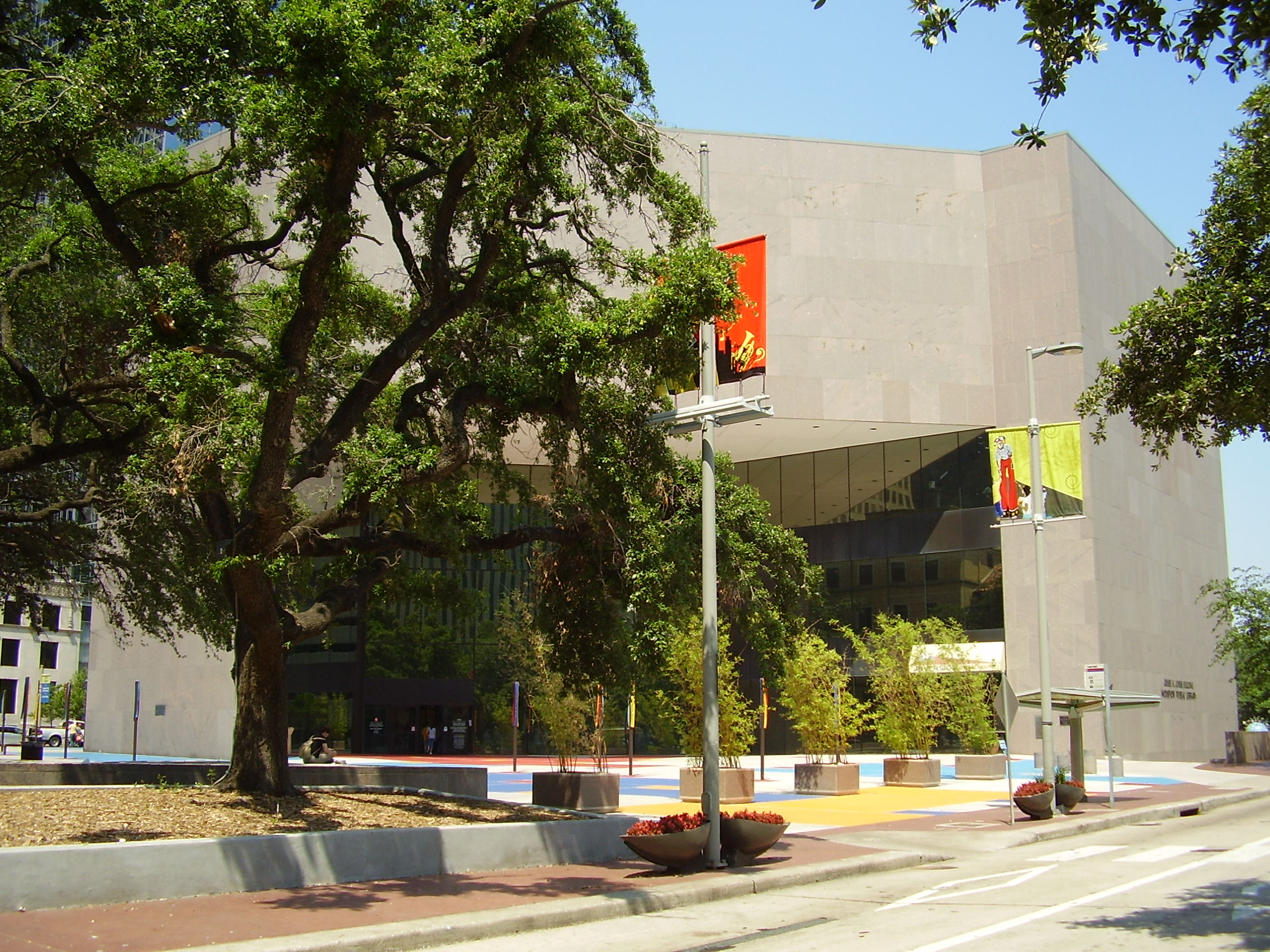
Edificio Jesse H. Jones de la Biblioteca Central de la Biblioteca Pública de Houston.

Houston cuenta con la Biblioteca Pública de Houston y la Biblioteca Pública del Condado de Harris. La Biblioteca Pública de Houston goza de 36 sucursales en toda la ciudad, además de la Biblioteca Central, que se encuentra el centro de la ciudad. La Biblioteca Pública del Condado de Harris tiene 26 sucursales (3 de ellos en Houston), principalmente en zonas situadas fuera de los límites de la ciudad de Houston.

## Transporte
El sistema de autopistas de Houston está compuesto de 1190 km de carreteras, entre las que se incluyen autopistas y vías expresas en diez condados del área metropolitana. El sistema utiliza la estructura de autopistas hub-and-spoke (o radial), formada por varios bucles. El bucle más interno es la Interestatal 610, que rodea el centro, el Texas Medical Center y varios barrios dentro de un alcance de 16 km de diámetro. La Beltway 8 y la autopista central, la Sam Houston Tollway, forman el bucle central con un diámetro de aproximadamente 40 km. Se propuso un nuevo proyecto de carretera, la Carretera Estatal 99 (El Grand Parkway), que formaría un tercer bucle fuera de Houston. Actualmente, solo dos de los once segmentos de la Carretera Estatal 99 se han completado.

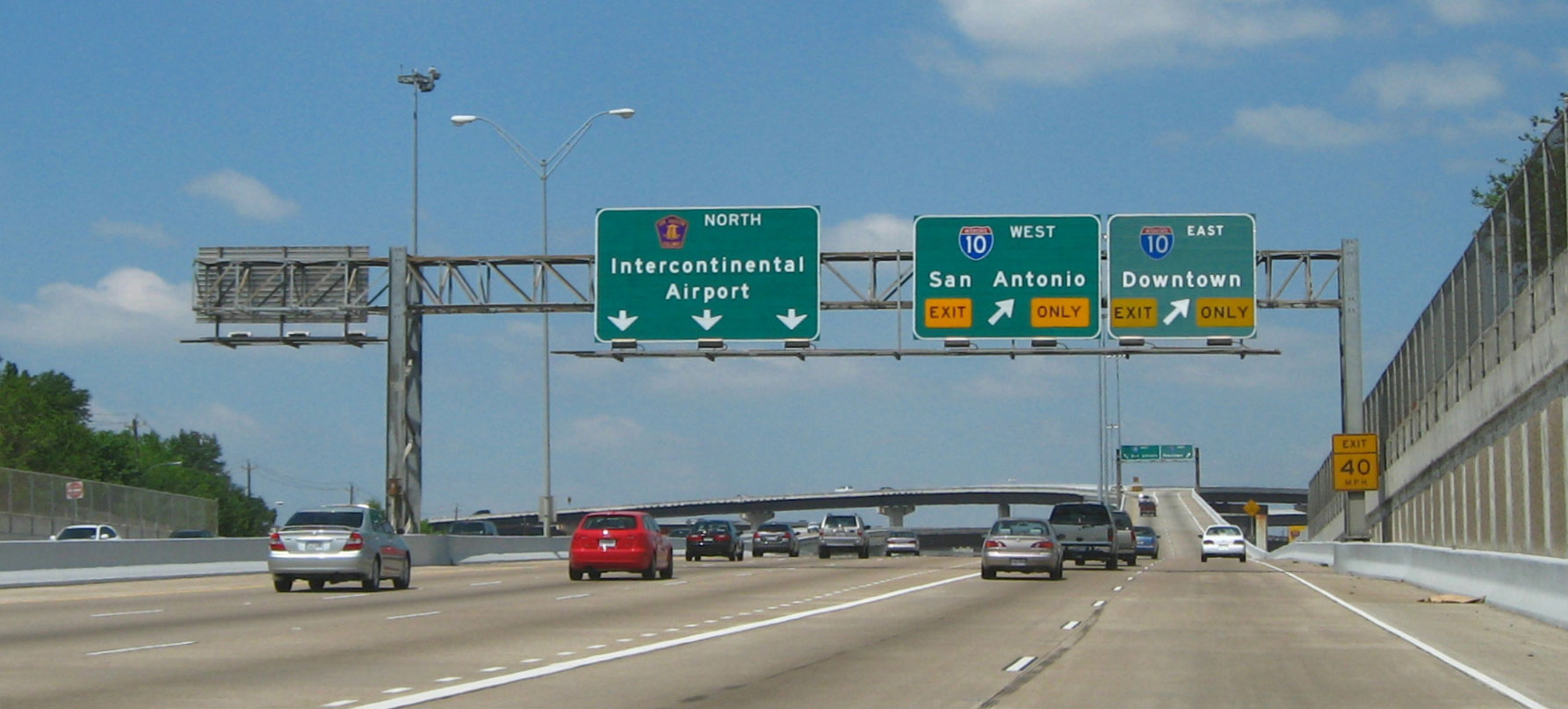
Sam Houston Tollway, carretera de circunvalación de Houston.

Houston también se encontrará a lo largo de la ruta de la futura autopista Interestatal 69 de la NAFTA que enlazará Canadá, Estados Unidos, el Medio Oeste industrial, Texas y México. Otras autopistas previstas o en construcción son Fort Bend Parkway, Hardy Toll Road, Crosby Freeway y la futura Alvin Freeway.
Todo el conglomerado de autopistas es supervisado por Houston TranStar, una asociación de cuatro agencias gubernamentales que son responsables de proporcionar el transporte y la gestión de los servicios de emergencia a la región. TranStar Houston fue el primer centro de la nación que combinaba el transporte y la gestión de centros de emergencia, y el primero en traer cuatro agencias juntas (Departamento de Transporte de Texas, Condado de Harris, Autoridad de Tránsito Metropolitano del Condado de Harris y la Ciudad de Houston) para compartir sus recursos.
La Autoridad Metropolitana de Tránsito del Condado de Harris, o METRO, dispone de transporte público en forma de autobuses, tren ligero y camionetas ligeras. Las diversas formas de transporte público de METRO aún no conectan todos los suburbios con la gran ciudad.

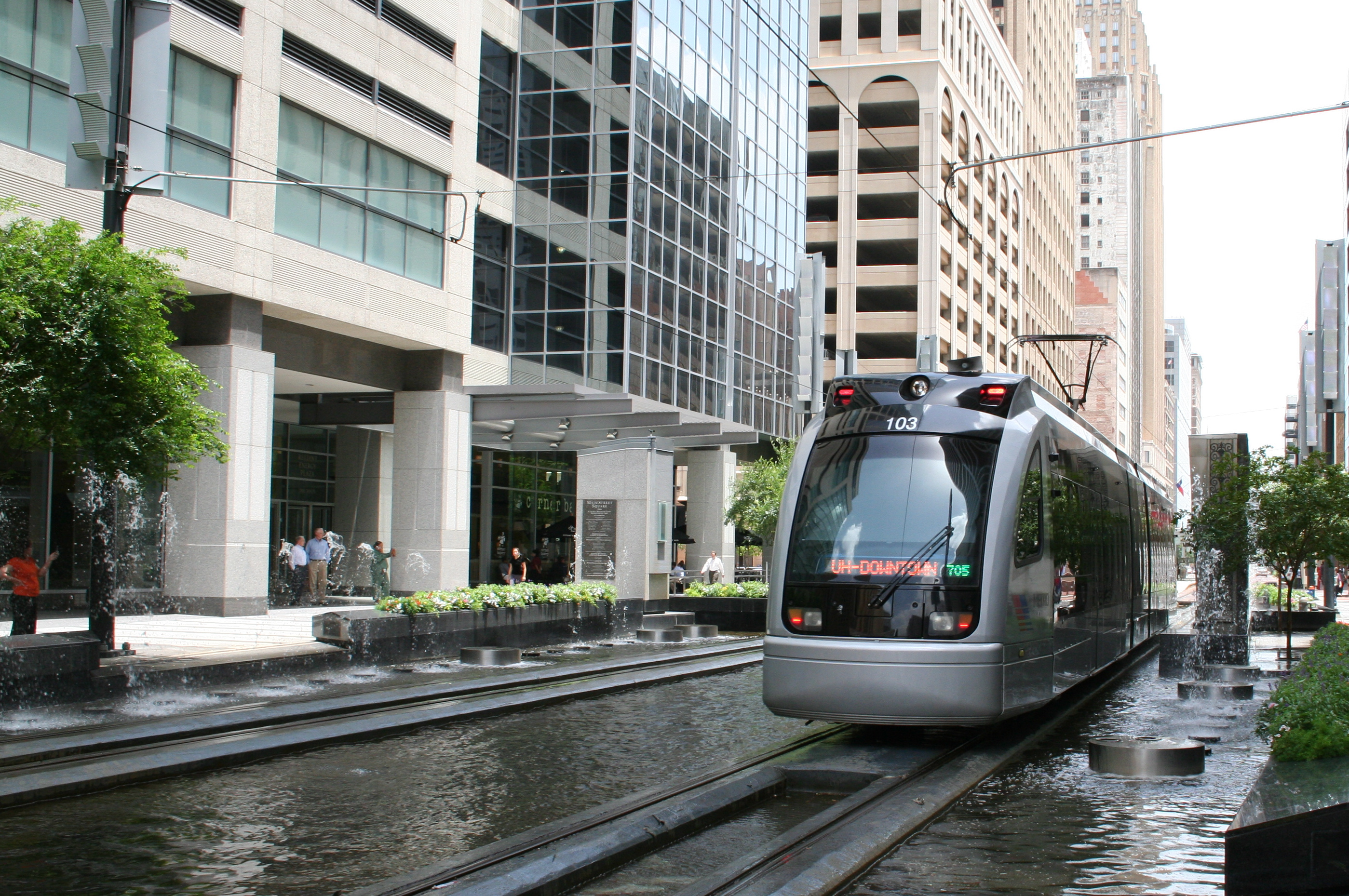
Un METRORail en Main Street, en el centro de Houston.

El servicio ferroviario de tren ligero de METRO comenzó el 1 de enero de 2004 con la inauguración de la «línea roja», recorriendo unos 13 km. Las líneas recién completadas de METRO traerán a Houston 22.7 millas de trayecto para el tránsito del tren ligero, permitiendo que lugareños y visitantes tengan acceso a una variedad de vecindarios entre los que se encuentra Downtown, Midtown, el Distrito de Museos, East End, East Downtown (EaDo), Third Ward y el Texas Medical Center. Entre las atracciones claves que se encuentran en el trayecto están el Centro para Convenciones George R. Brown, el Distrito de Teatros, el BBVA Compass Stadium - casa del Houston Dynamo-, la Universidad de Houston y la Texas Southern University.
Amtrak, el sistema ferroviario de pasajeros nacionales, presta servicios a Houston a través de Sunset Limited (Los Ángeles-Nueva Orleans), que se detiene en una estación de tren en el lado norte de la ciudad. La estación registró 14 891 movimientos en el año fiscal de 2008.

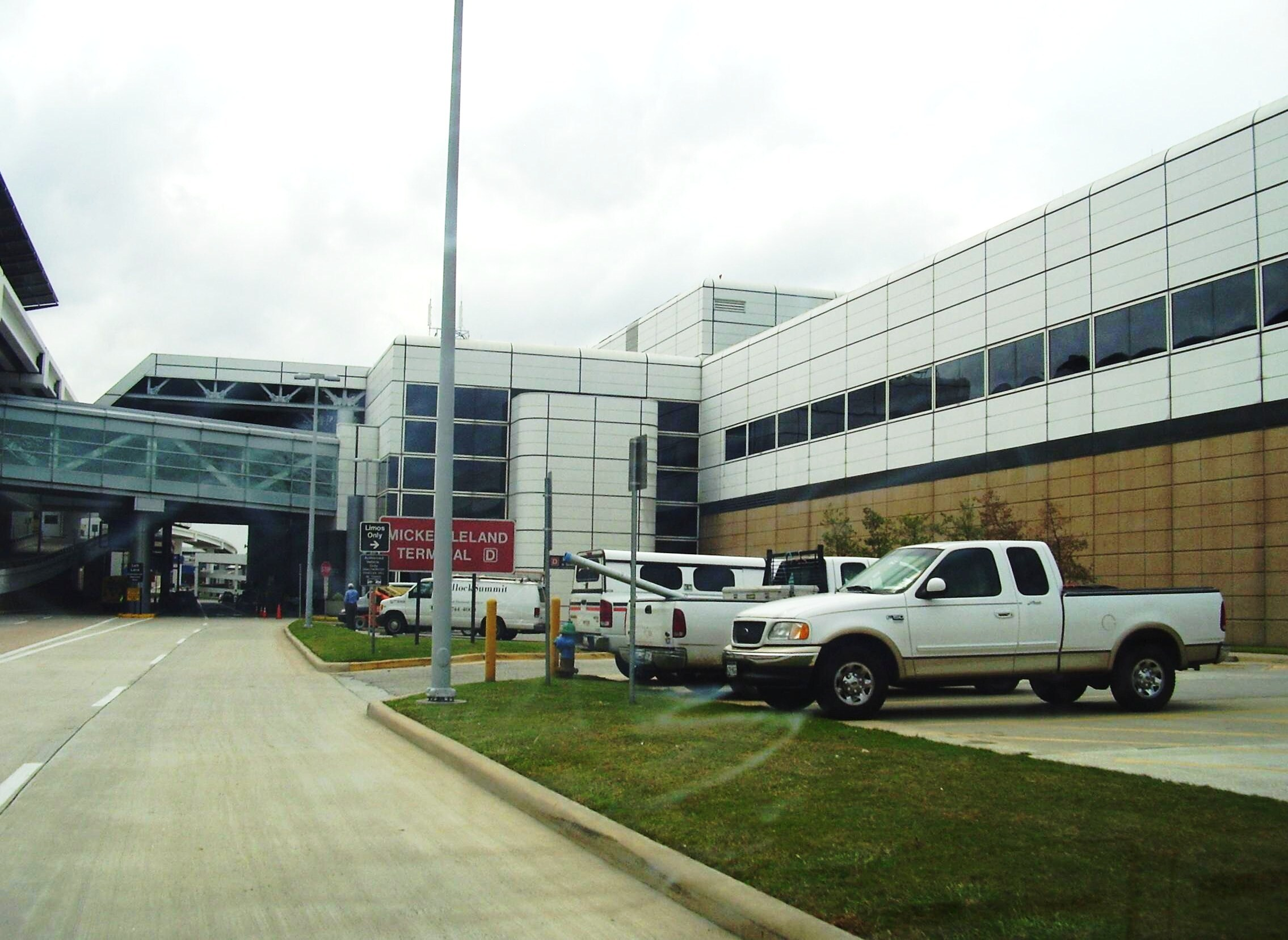
Terminal D Mickey Leland del Aeropuerto Intercontinental George Bush.

La ciudad texana cuenta con dos aeropuertos comerciales, que sirvieron a 52 millones de pasajeros en 2007. El más importante es el George Bush Intercontinental Airport (IAH), el octavo más activo de los Estados Unidos y el decimosexto más activo en todo el mundo. En 2006, El Departamento de Transporte de los Estados Unidos nombró al Bush Intercontinental como el aeropuerto de más rápido crecimiento de los diez principales aeropuertos del país. Houston es una de las sedes de United Airlines y el Bush Intercontinental es el mayor centro de conexiones de United Airlines. La aerolínea ofrece más de 700 salidas diarias de Houston. A principios de 2007, el Bush Intercontinental fue denominado «puerto de entrada» para los viajeros internacionales por la Protección de Aduanas y Fronteras de los Estados Unidos. El Centro de Control del Tráfico Aéreo de Houston (Houston Air Route Traffic Control Center, ZHU) se encuentra en este aeropuerto.
El segundo mayor aeropuerto comercial de Houston es el Aeropuerto William P. Hobby, conocido como Aeropuerto Internacional de Houston hasta 1967. El aeropuerto opera principalmente en pequeños y medianos vuelos y es el único aeropuerto de Houston que sirvió para Southwest Airlines y JetBlue Airways. La historia de la aviación de Houston está recogida en el 1940 Air Terminal Museum, situado en el antiguo edificio de la terminal, en el lado oeste del Aeropuerto Hobby. El aeropuerto ha sido reconocido con dos premios por ser uno de los cinco mejores aeropuertos del mundo y por su servicio al cliente, otorgado por el Consejo Internacional de Aeropuertos.
El tercer aeropuerto municipal de Houston es el aeropuerto de Ellington (una antigua base de la Fuerza Aérea estadounidense) que es utilizada por militares, el gobierno, la NASA y sectores de aviación general.
La Administración Federal de Aviación y el estado de Texas seleccionaron el «Sistema Aeroportuario de Houston como el Aeropuerto del Año» en 2005, debido en gran parte por su programa de 3100 millones de dólares para mejorar los dos aeropuertos principales de Houston.

## Ciudades hermanadas
Las siguientes son ciudades hermanadas de la ciudad de Houston:
- Taipéi, Taiwán (1963)
- Huelva, España (1969)
- Chiba, Japón (1973)
- Niza, Francia (1973)
- Bakú, Azerbaiyán (1976)
- Región Grampian, Aberdeen, Escocia, Reino Unido (1979)
- Stavanger, Noruega (1980)
- Perth, Australia (1983)
- Estambul, Turquía (1986)
- Shenzhen, República Popular China (1986)
- Guayaquil, Ecuador (1987)
- Monterrey, México (1992)
- Leipzig, Alemania (1993)
- Tiumén, Rusia (1995)
- Abu Dabi, Emiratos Árabes Unidos (2001)
- Luanda, Angola (2003)
- Tampico, México (2003)
- Karachi, Pakistán (2009)
- Corrientes, Argentina (2009)
- Progreso, México (2011)[120]
- Barrancabermeja, Colombia (2013)[121]
- Torreón, México (2013)

## Personajes famosos
- Booker T, luchador de la WWE
- The Undertaker, luchador de la WWE
- Beyoncé Knowles, cantante de R&B
- Ricky Guillart, actor y cantante
- Kaitlyn, luchadora de la WWE
- Anna Nicole Smith, modelo y actriz estadounidense
- Ernest Guillart, DJ y hermano de Ricky Guillart
- Wes Anderson, director de cine
- Hillary Duff, actriz y cantante
- Cierra Ramírez, actriz y cantante
- Patrick Swayze, actor, cantante y bailarín
- Machine Gun Kelly, rapero
- Awsten Knight y Otto Wood, integrantes de la banda Waterparks
- Deandre Jordan, jugador de baloncesto perteneciente a la plantilla de Los Angeles Clippers
- Jim Parsons, actor conocido por su interpretación como Sheldon Cooper en la serie televisiva The Big Bang Theory
- Travis Scott, rapero y productor musical
- Errol Spence Jr, boxeador campeón mundial unificado peso wélter